# Musée archéologique de Thessalonique

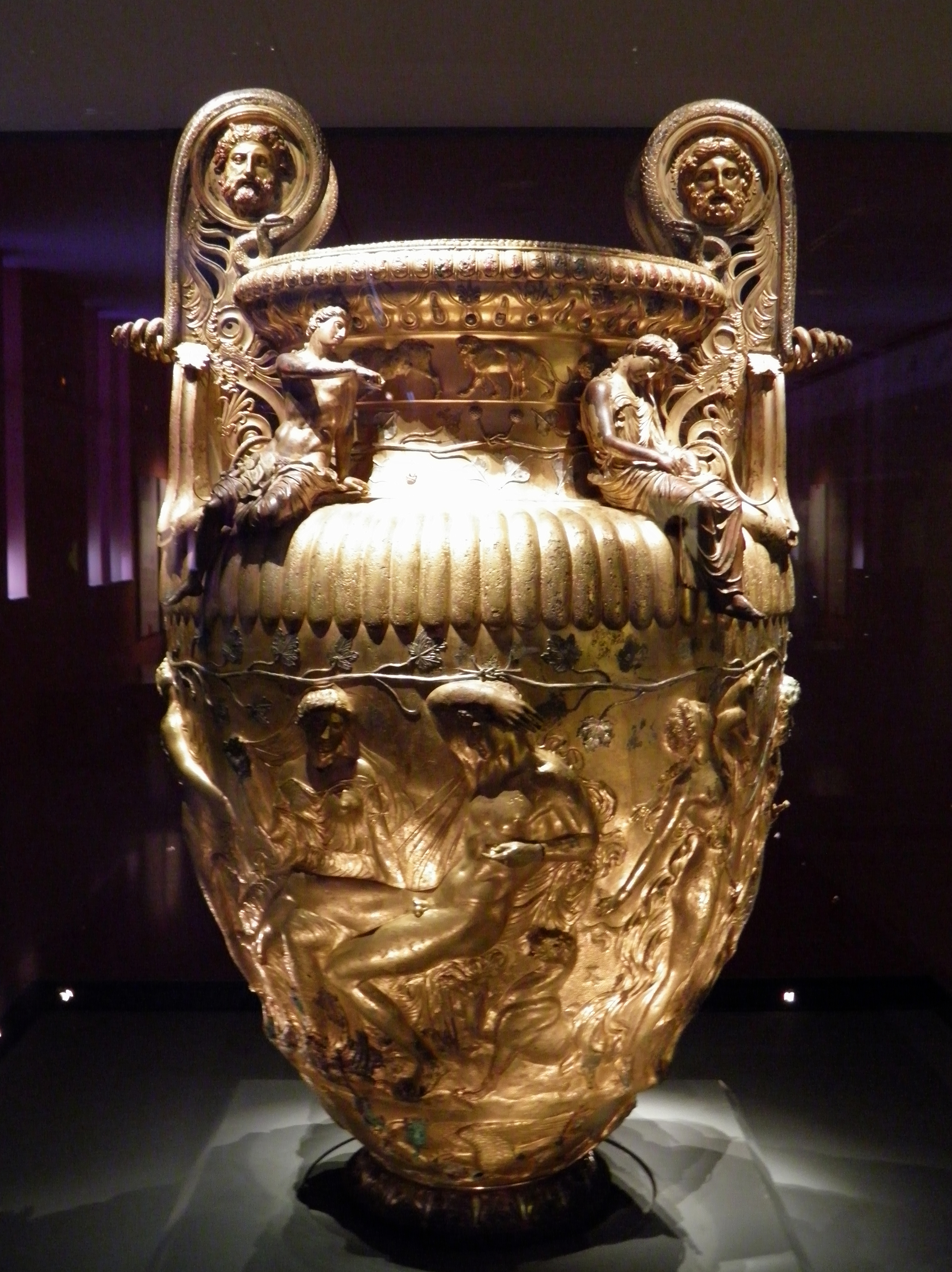
Le cratère de Derveni, période hellénistique, -330/-320. Sur la panse figure une scène du mariage de Dionysos et Ariane.

Le musée archéologique de Thessalonique (en grec moderne : Αρχαιολογικό Μουσείο Θεσσαλονίκης), situé à Thessalonique, dans la périphérie (région administrative) de Macédoine centrale, est l'un des plus importants musées archéologiques grecs. Il a été inauguré en 1962, lors des festivités du 50e anniversaire de la conquête de Thessalonique pendant les guerres balkaniques.

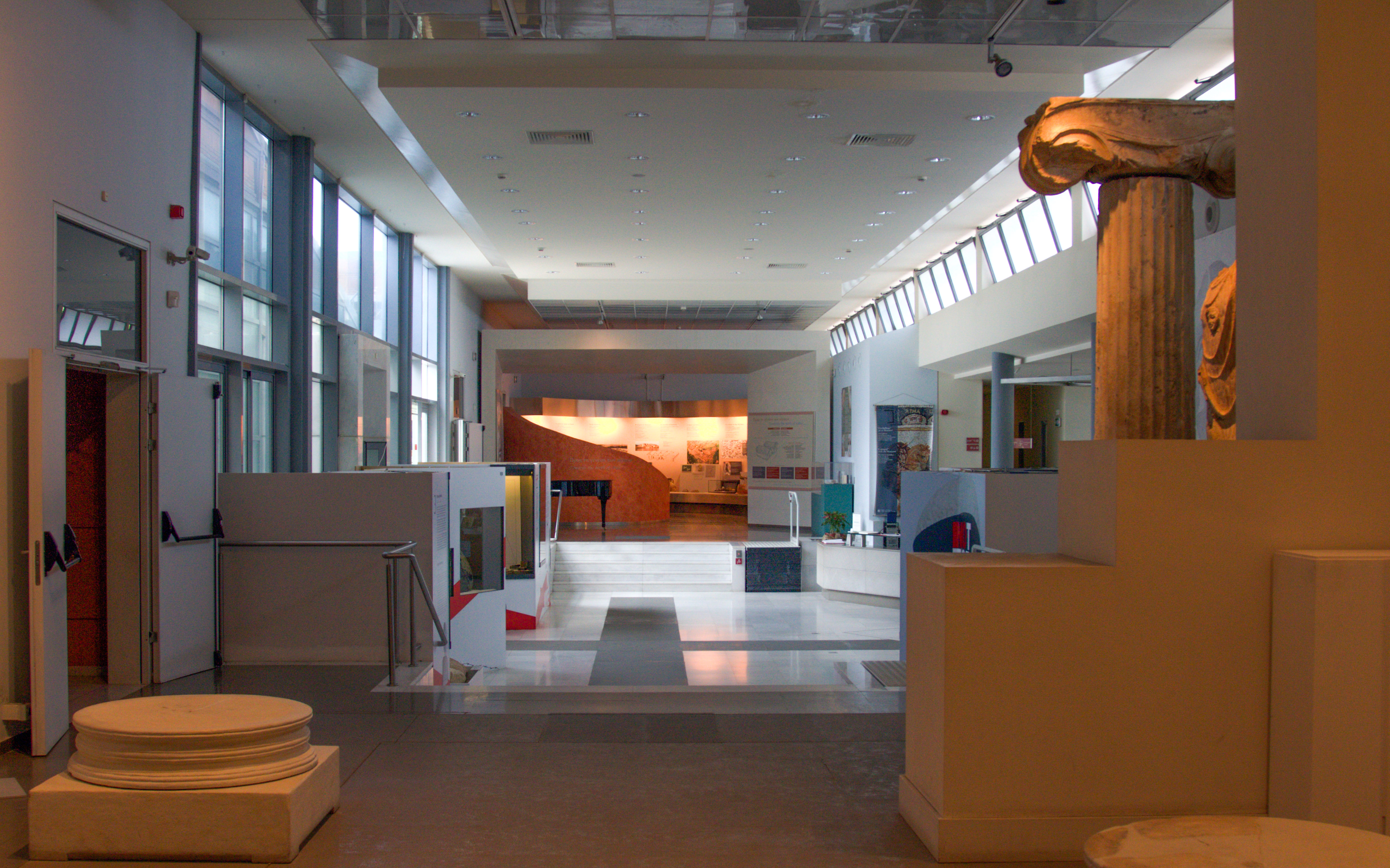
Les nouvelles salles d'exposition.

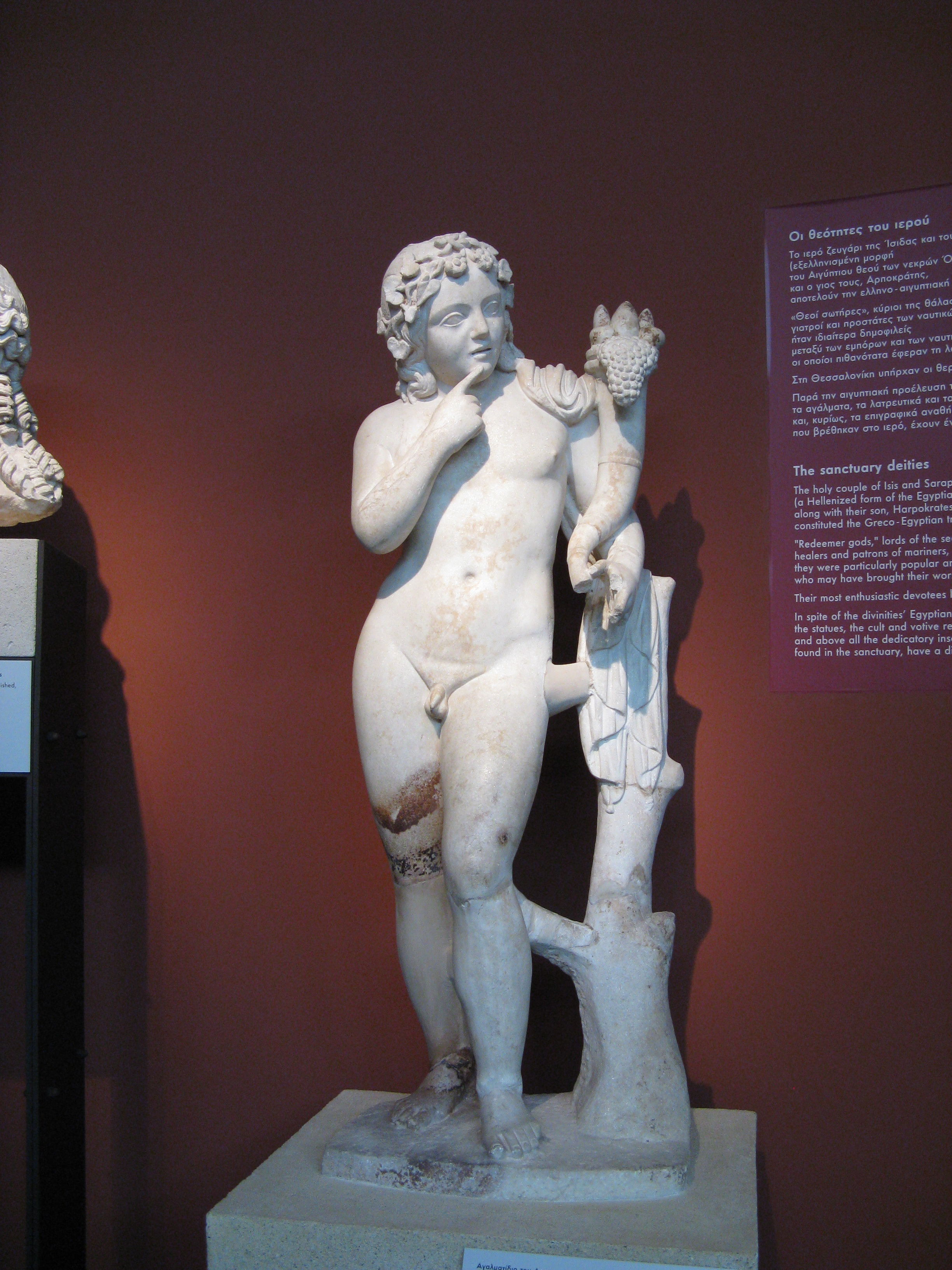
Statue d'Harpocrate, époque romaine.

## Le musée
Il abrite des collections d'art grec, provenant pour l'essentiel des sites archéologiques de Macédoine, depuis l'époque archaïque et classique jusqu'à l'époque romaine tardive, notamment le matériel des nécropoles de Derveni (découverte  en 1962) et Síndos (découverte  en 1980), dont le célèbre cratère de Derveni.

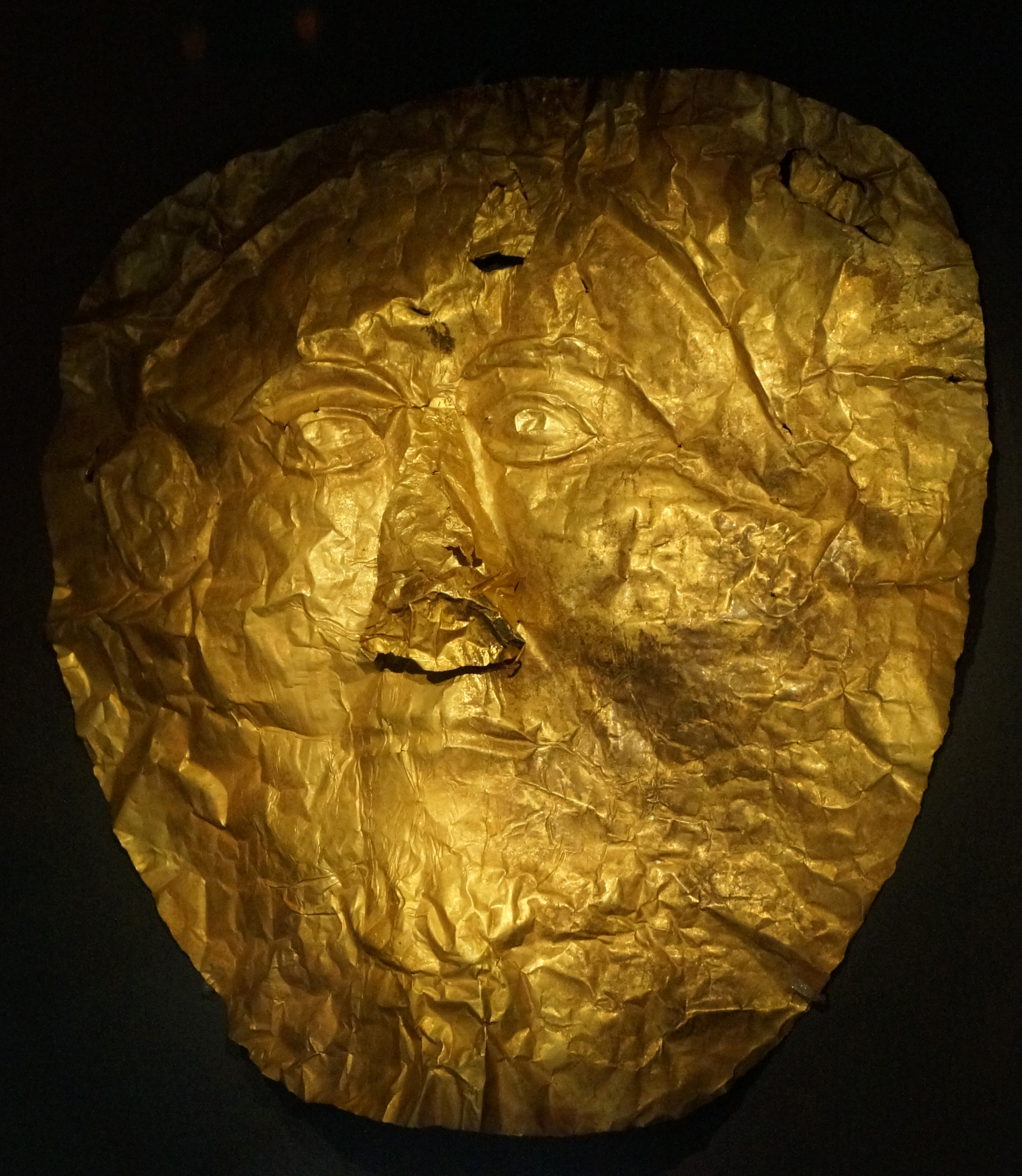
Masque funéraire en or, provenant de la nécropole de Síndos (-520).

Les découvertes faites à Vergina (ancienne Aigéai) en 1978 par Manolis Andronicos sont dorénavant exposées au Musée des tombes royales d'Aigai à Vergina.

## Muséographie, collections
Le musée a bénéficié d'une rénovation complète au début des années 2000. Le contenu muséographique a aussi subi une refonte complète. L'exposition permanente est divisée en cinq unités, de la Préhistoire à l'époque romaine.

### «Il y a5 000,15 000,200 000ans»
La vie en Macédoine préhistorique.

### «Vers la naissance des cités»
La Macédoine du VIIe siècle av. J.-C. à l'antiquité tardive  (XIIe – VIIIe siècles av. J.-C.).

### « L'or des Macédoniens »
Importance de l'or en Macédoine durant les époques archaïque et classique.

« L'or des Macédoniens »
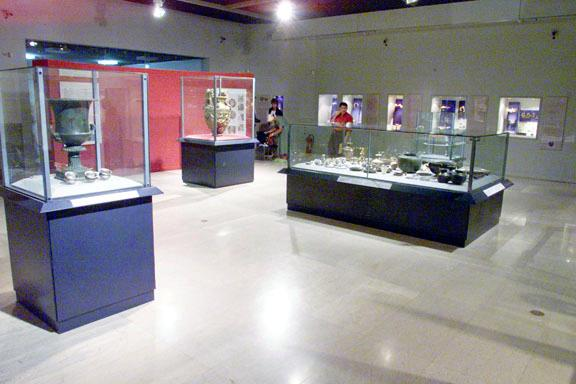
Exposition « L'or des Macédoniens ».
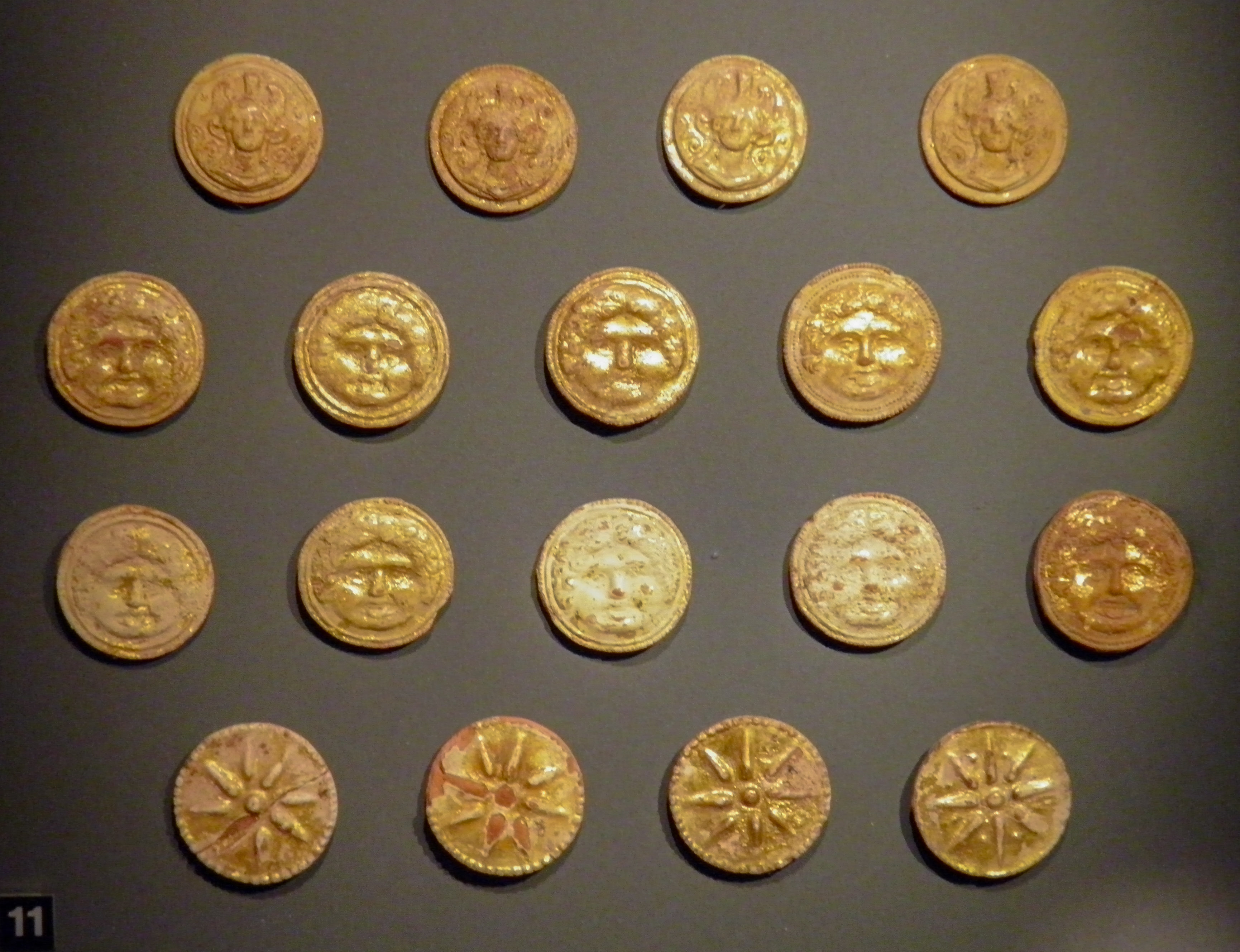
Monnaies d'or macédoniennes.
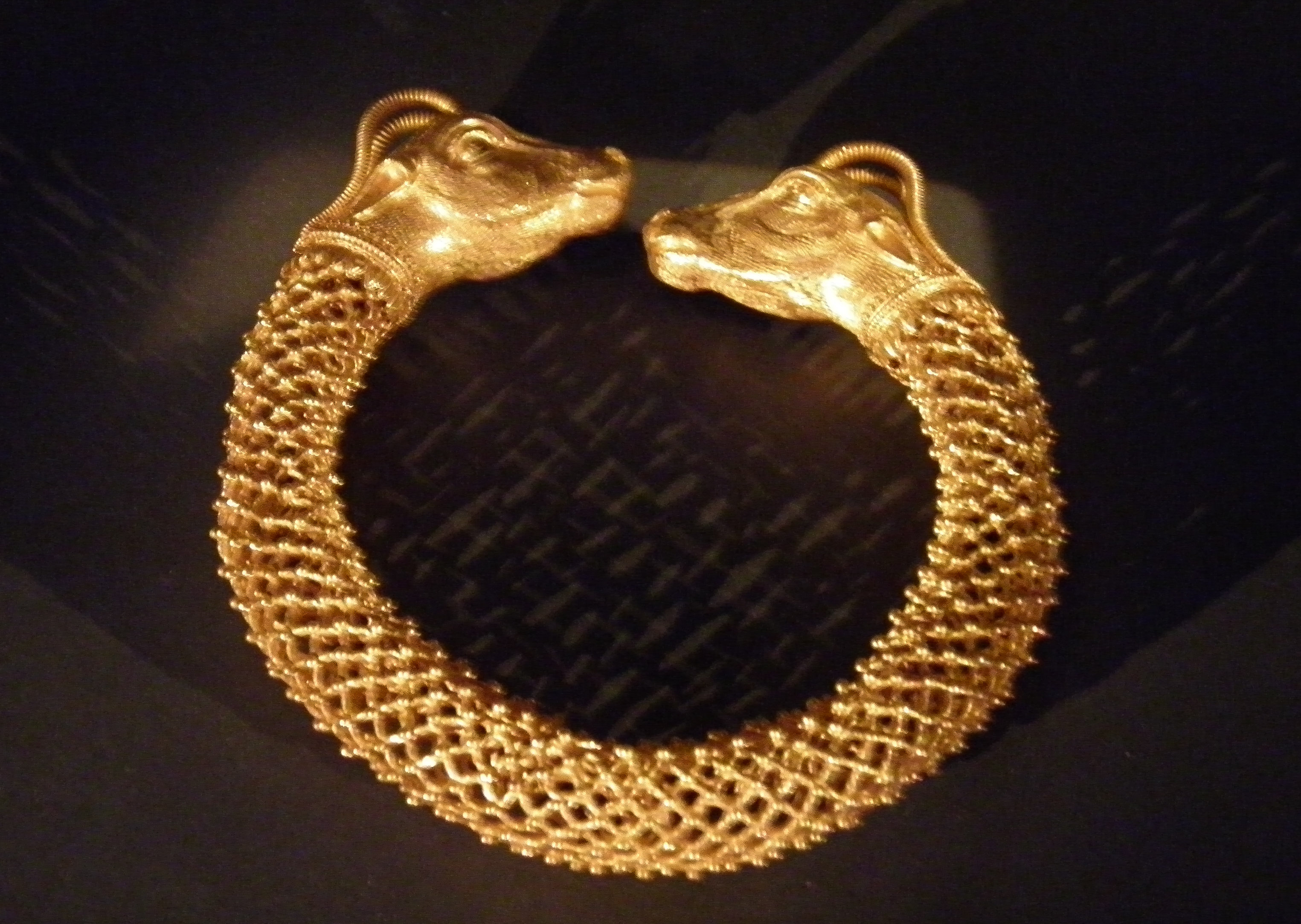
Bracelet en or.
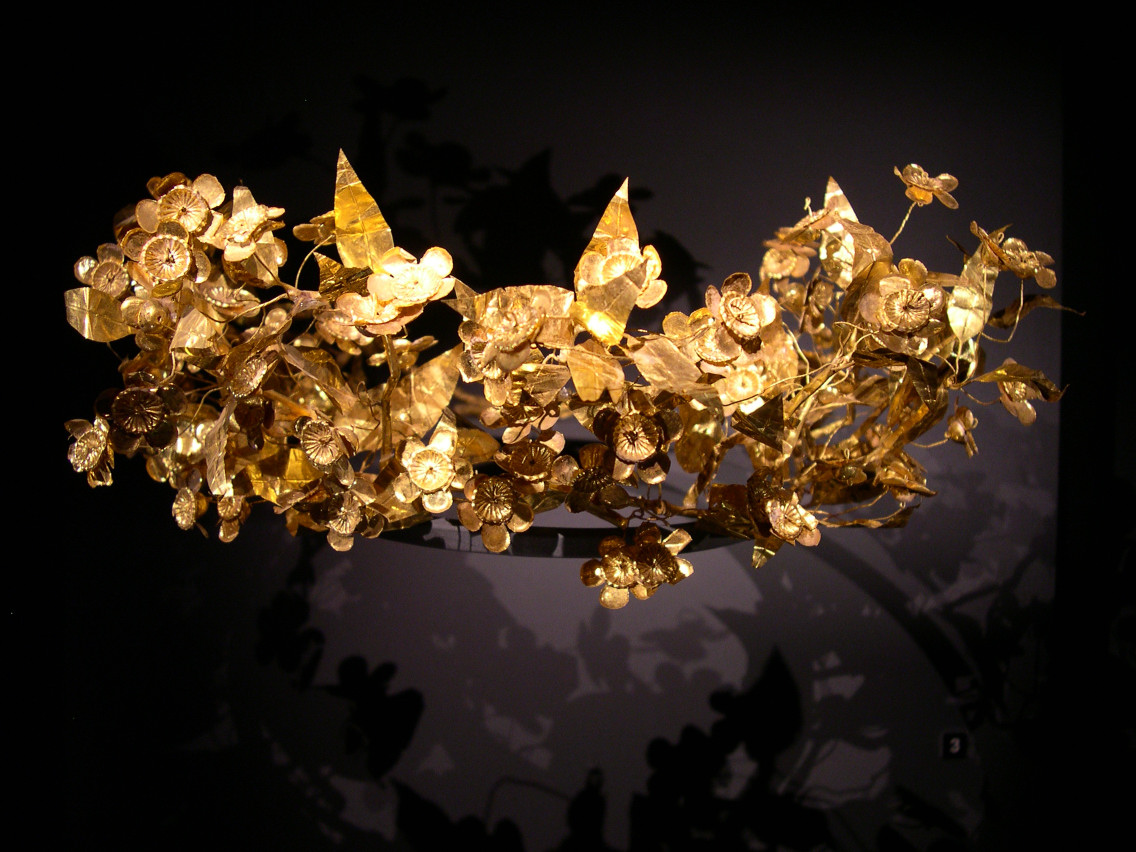
Couronne d'or macédonienne.
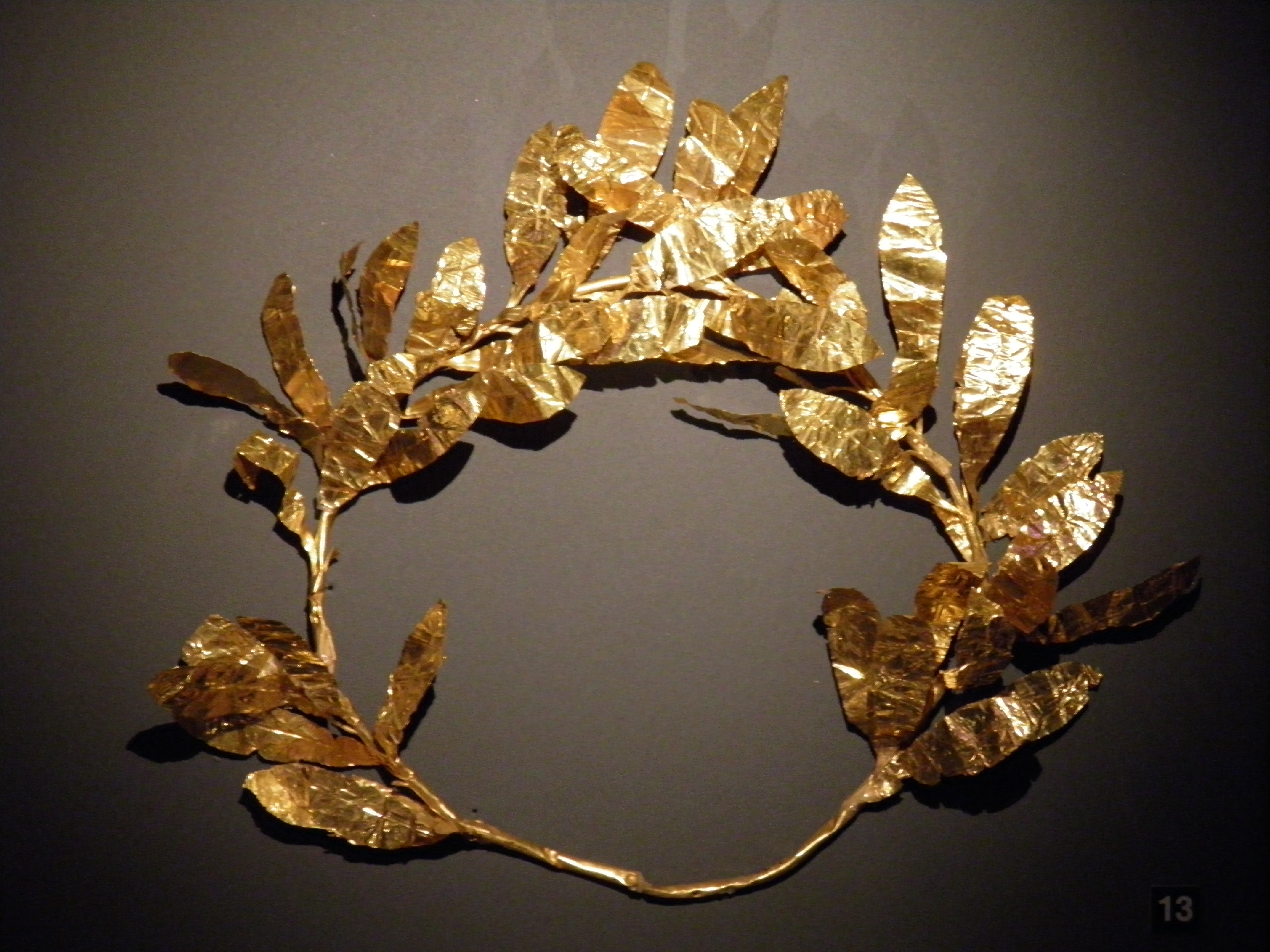
Couronne d'or.
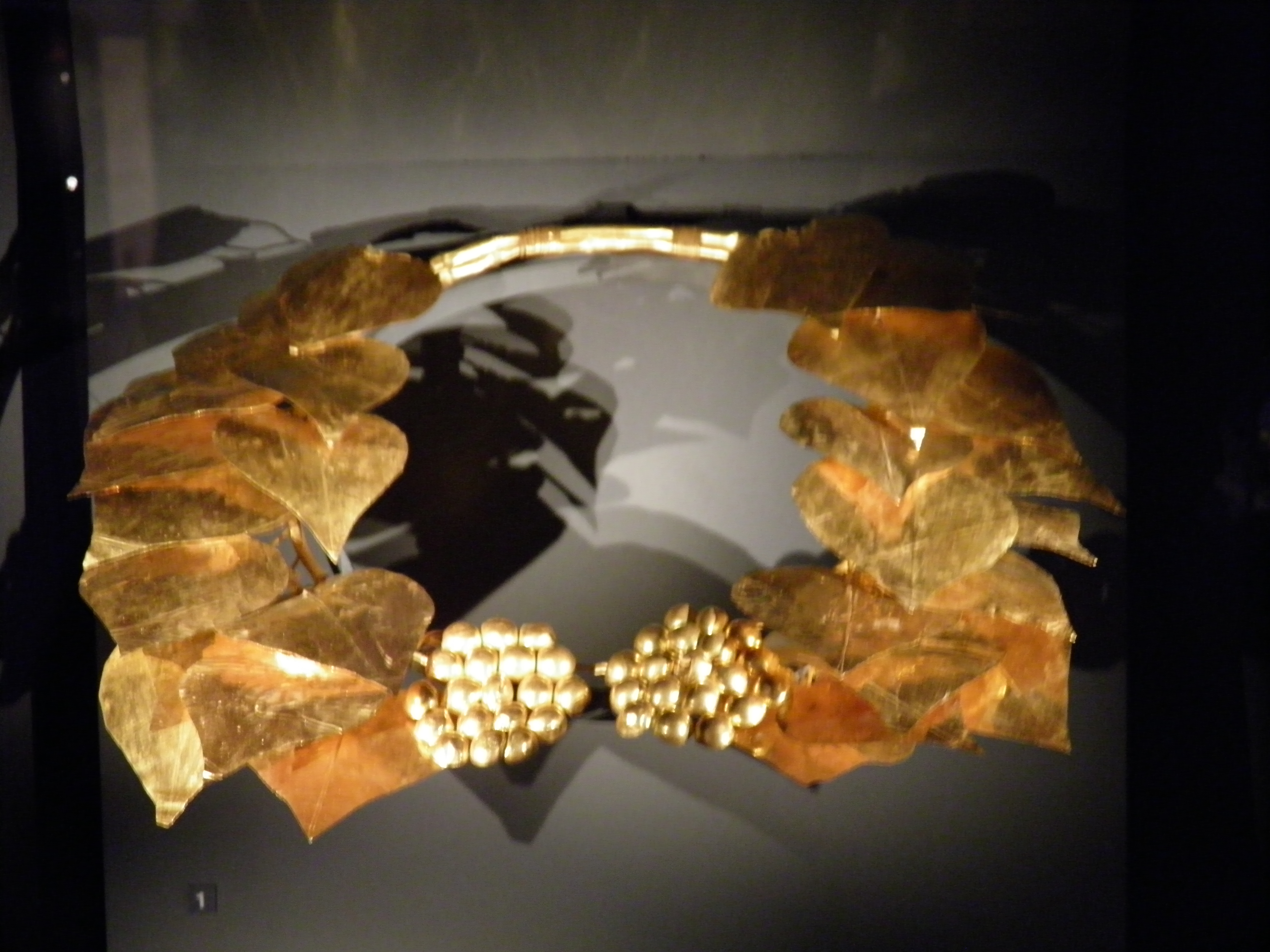
Couronne en or.

Cratère de Derveni
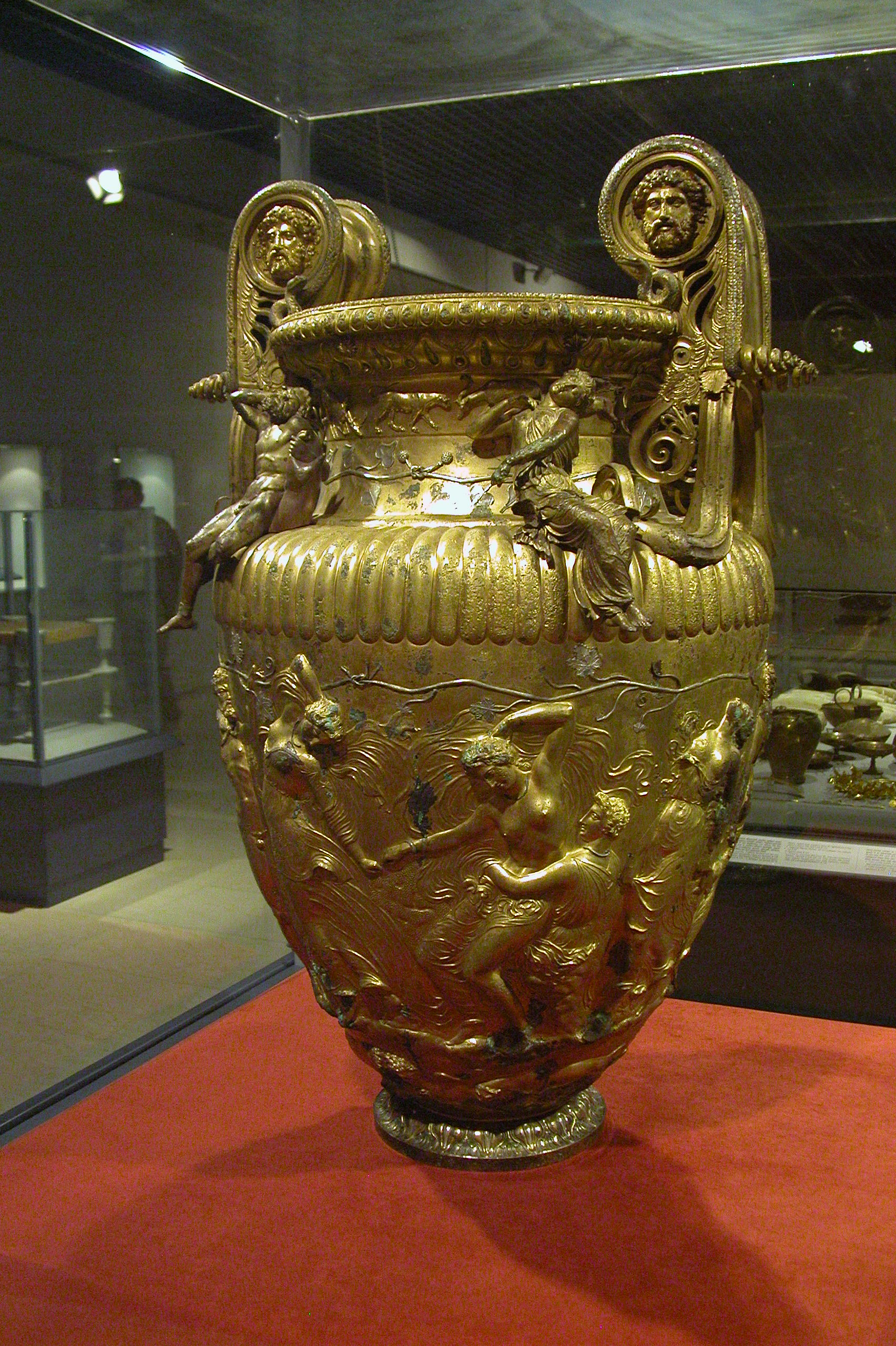
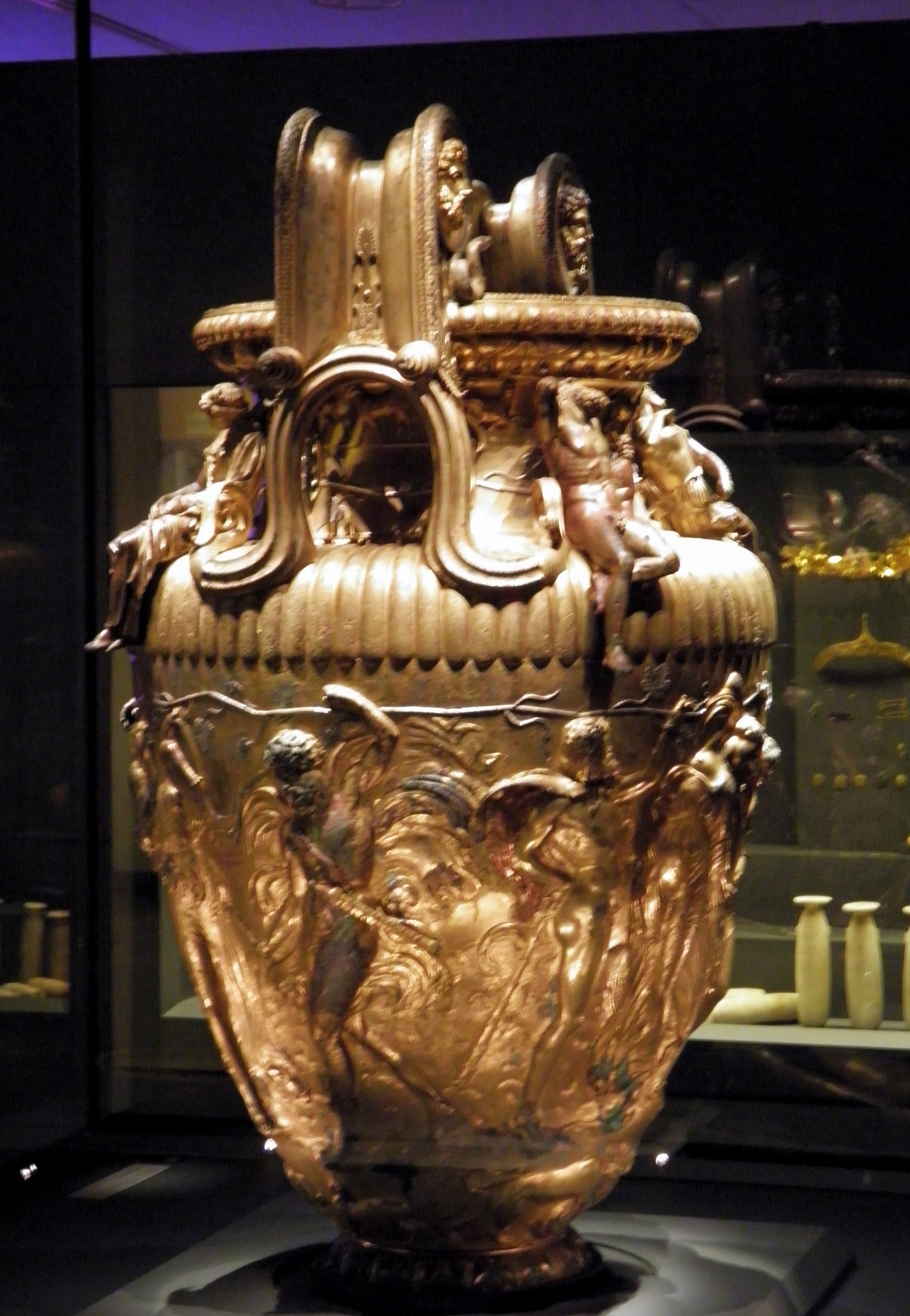
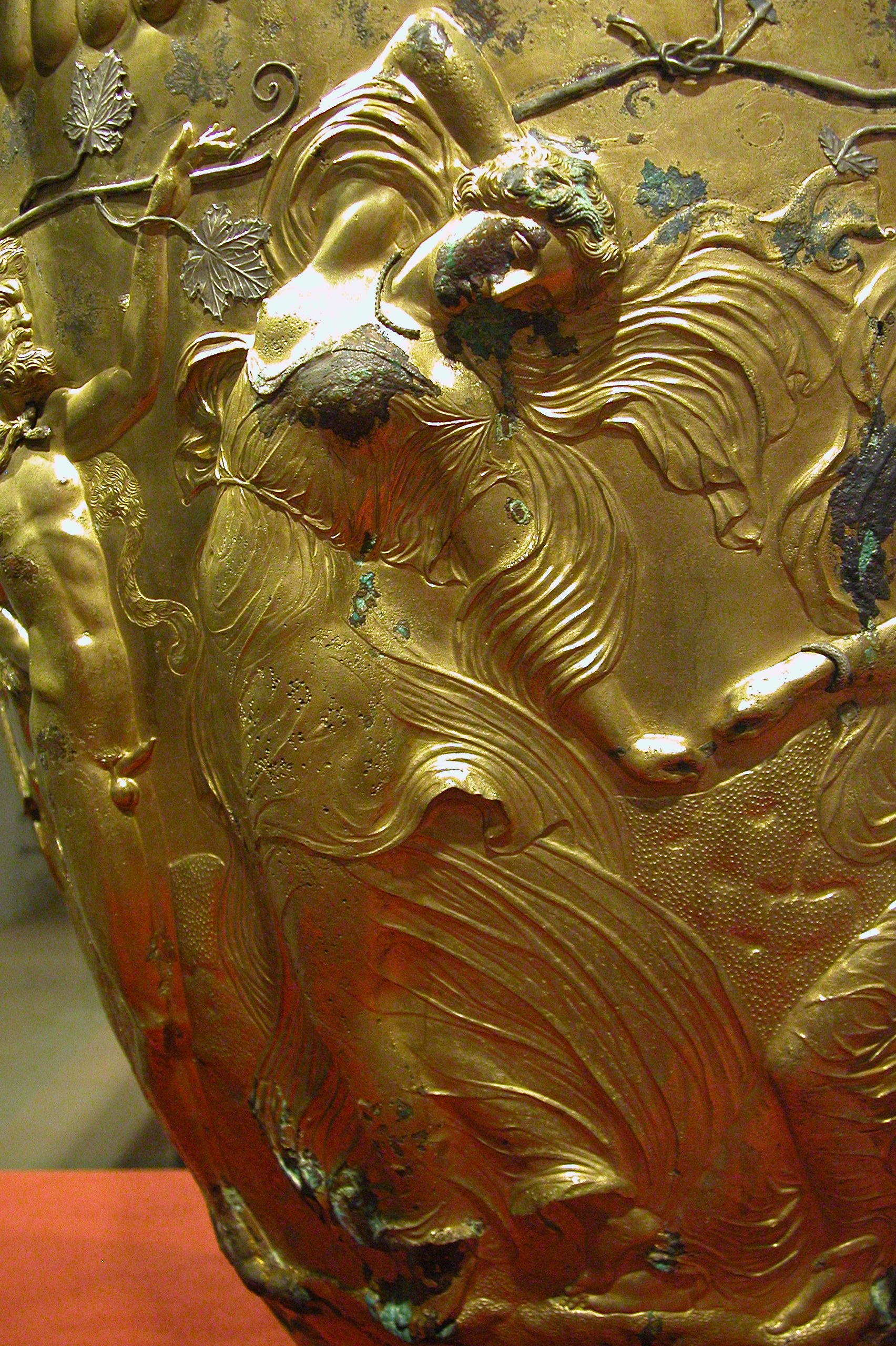
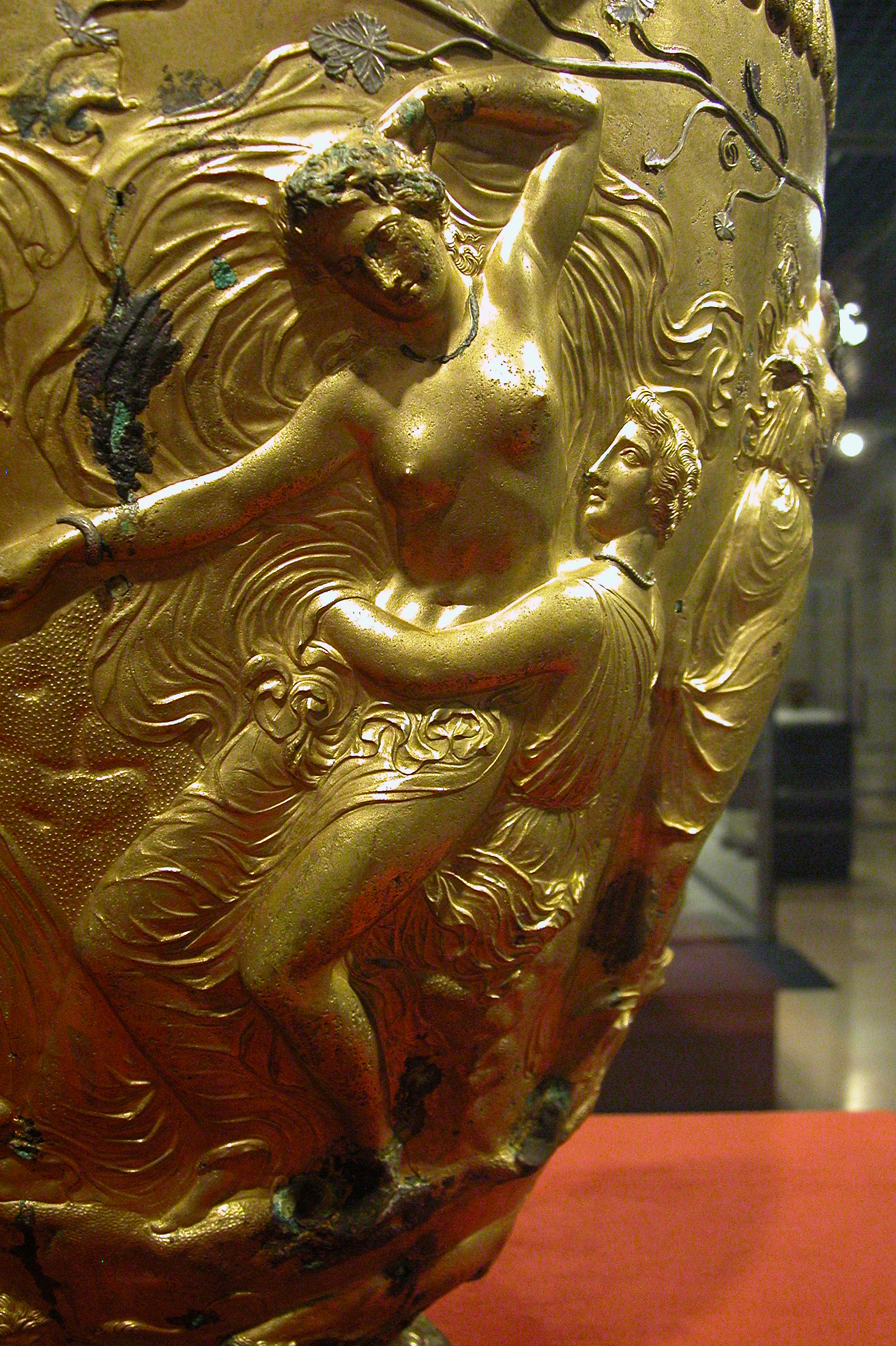

### « Thessalonique, métropole de Macédoine »

Période macédonienne
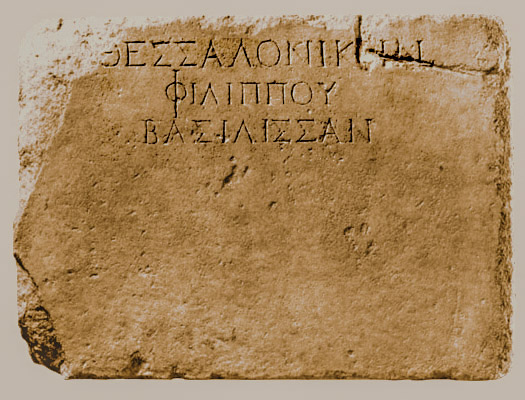
Inscription : ΘΕΣΣΑΛΟΝΙΚΗΝ ΦΙΛΙΠΠΟΥ ΒΑΣΙΛΙΣΣΑΝ « à la reine Thessalonique, fille de Philippe », qui a donné son nom à la ville. Provient d'un piédestal du IIe siècle av. J.-C., avec des statues de la famille de Philippe II.
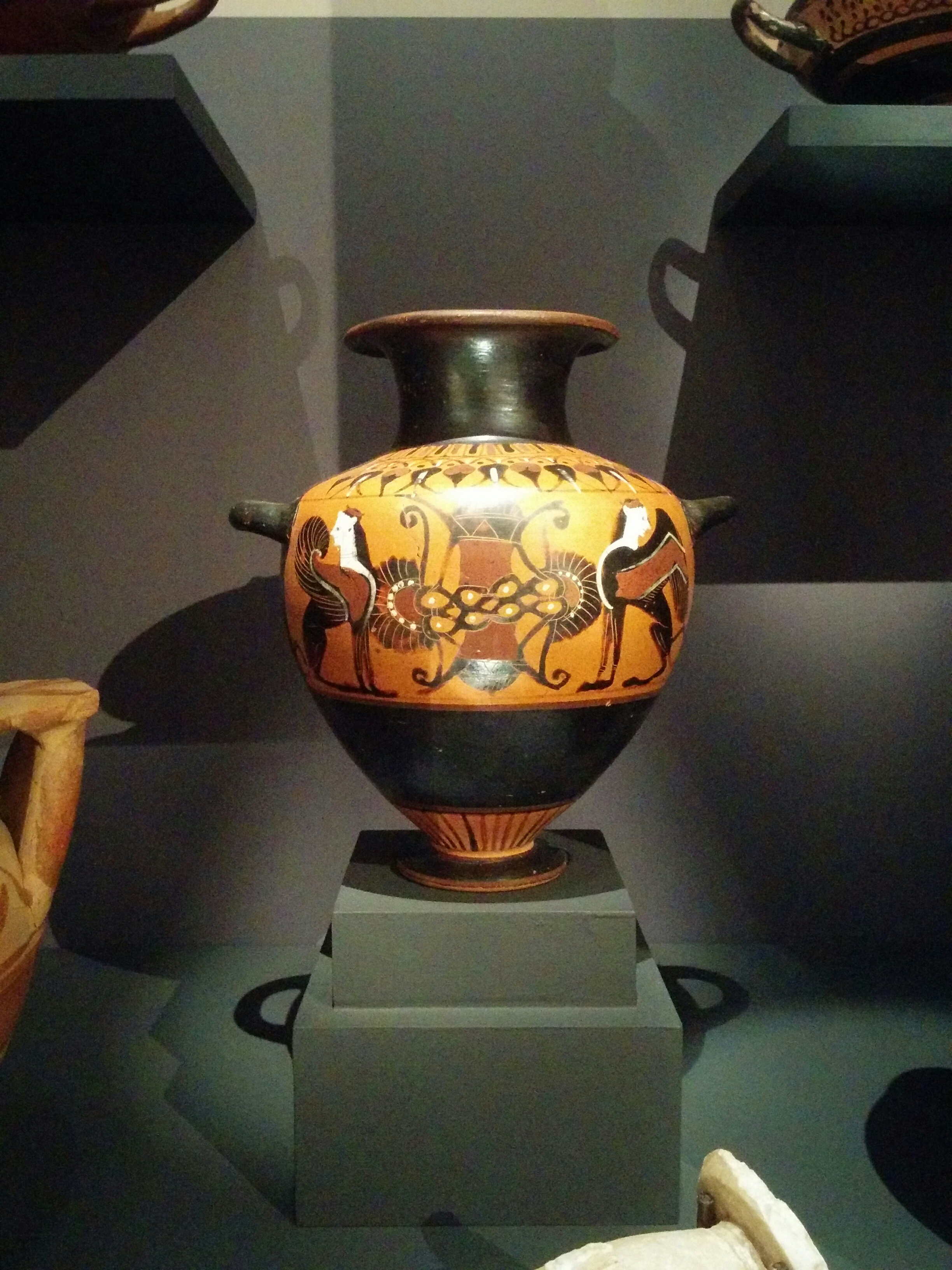
Vase du IVe siècle av. J.-C.
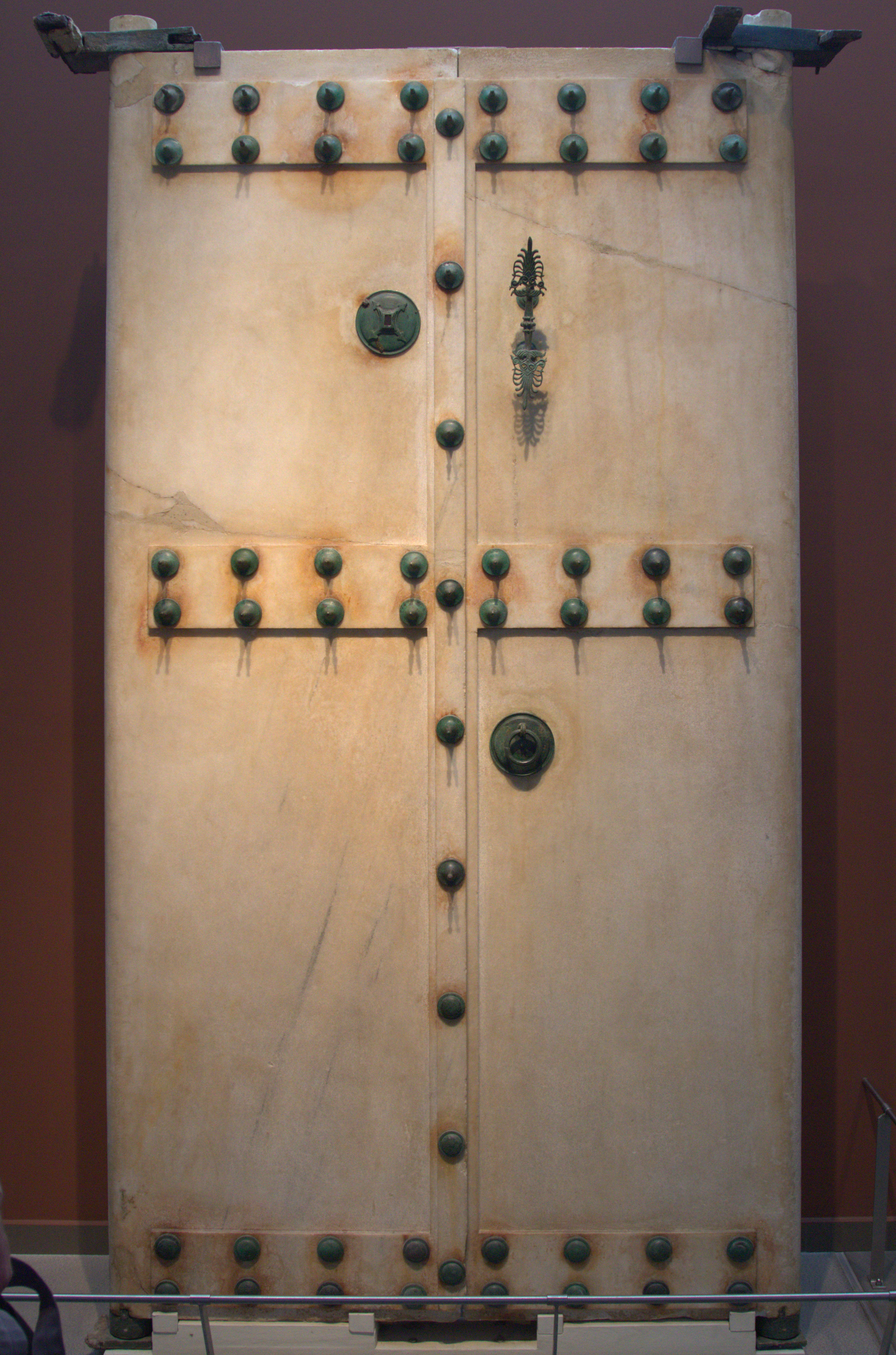
Façade d'une ancienne tombe macédonienne (IVe siècle av. J.-C.) d'Aghia Paraskevi.
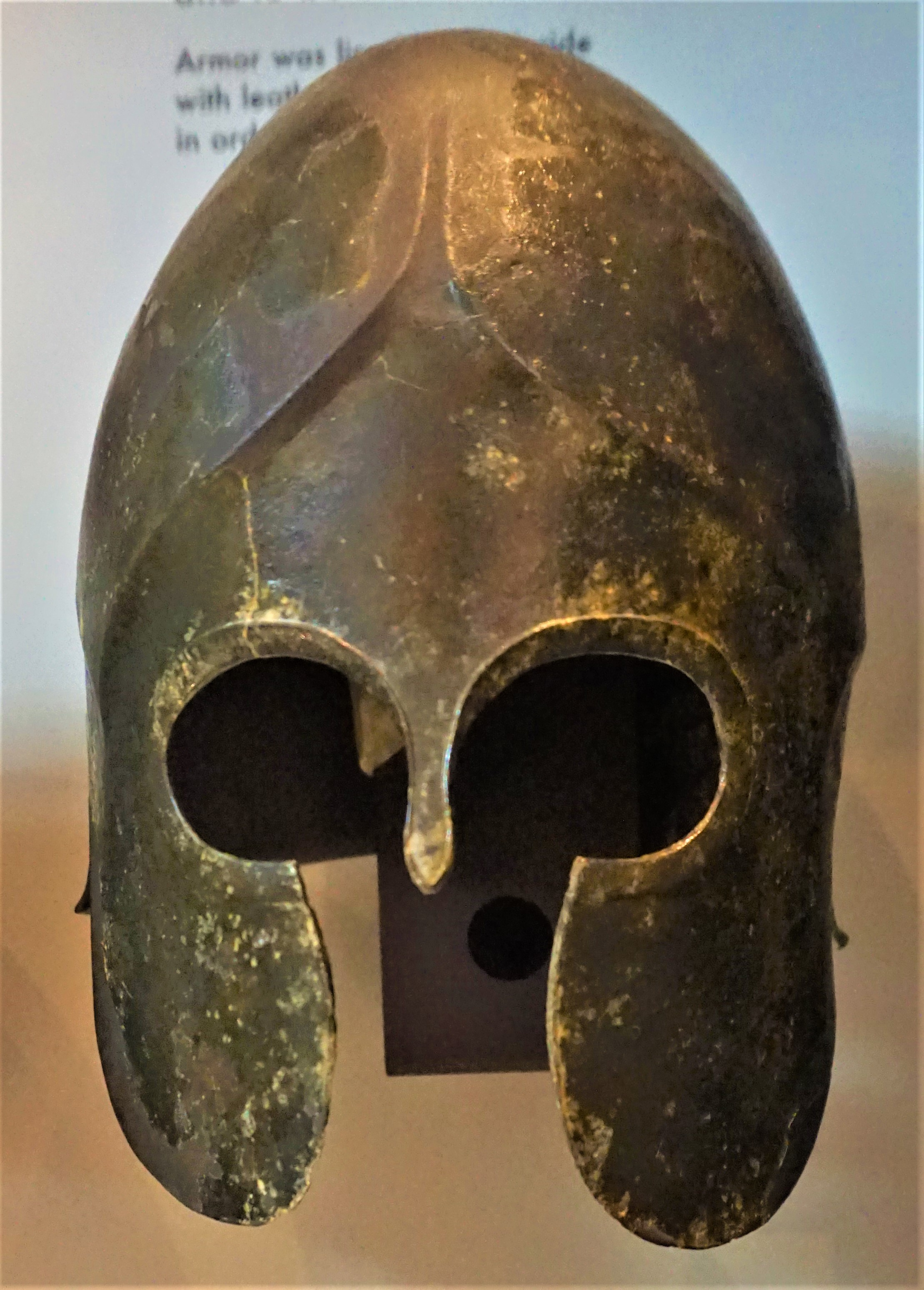
Casque macédonien.
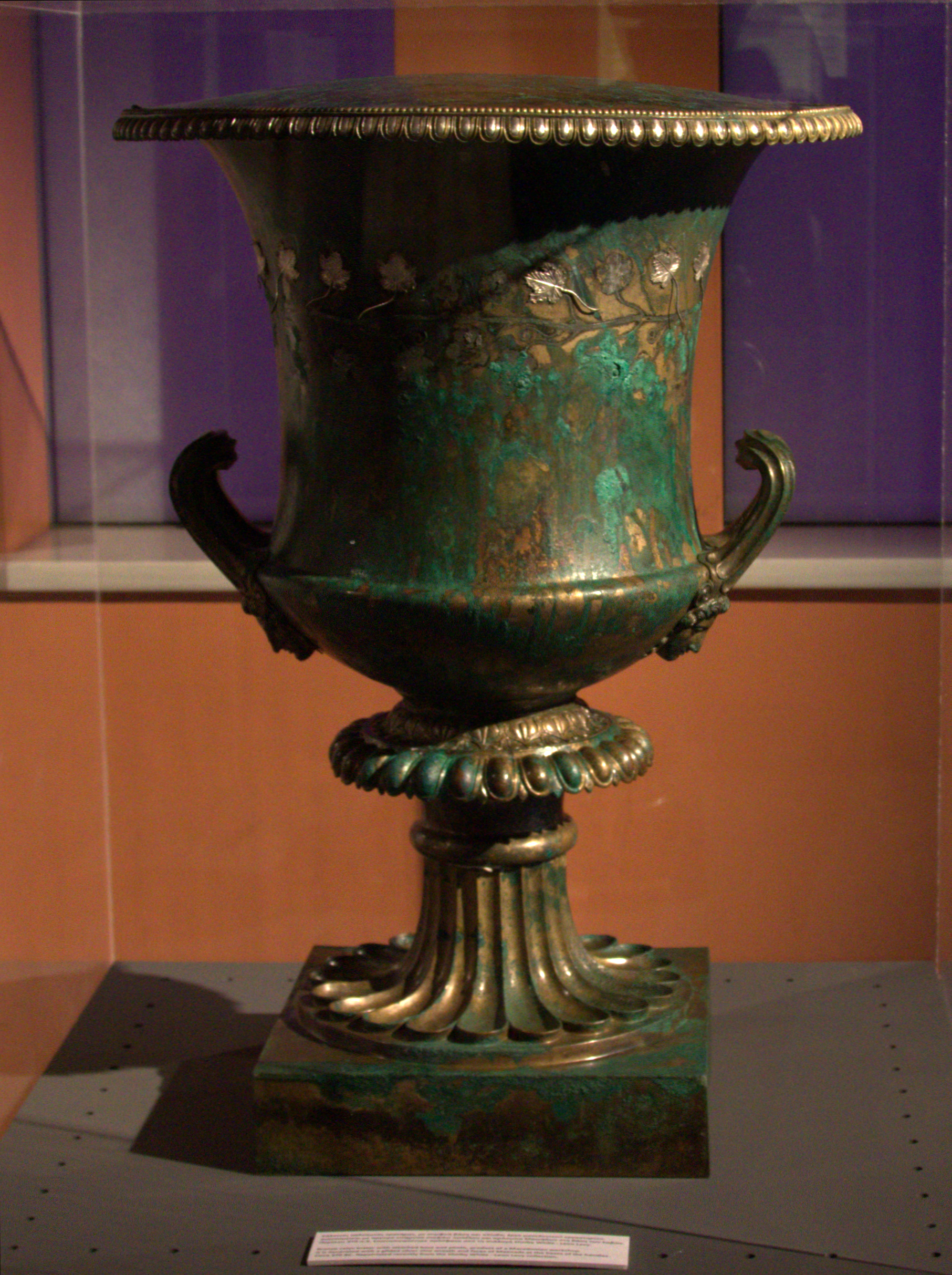
Cratère en calice, en bronze. Œuvre macédonienne, vers -370.

Période romaine
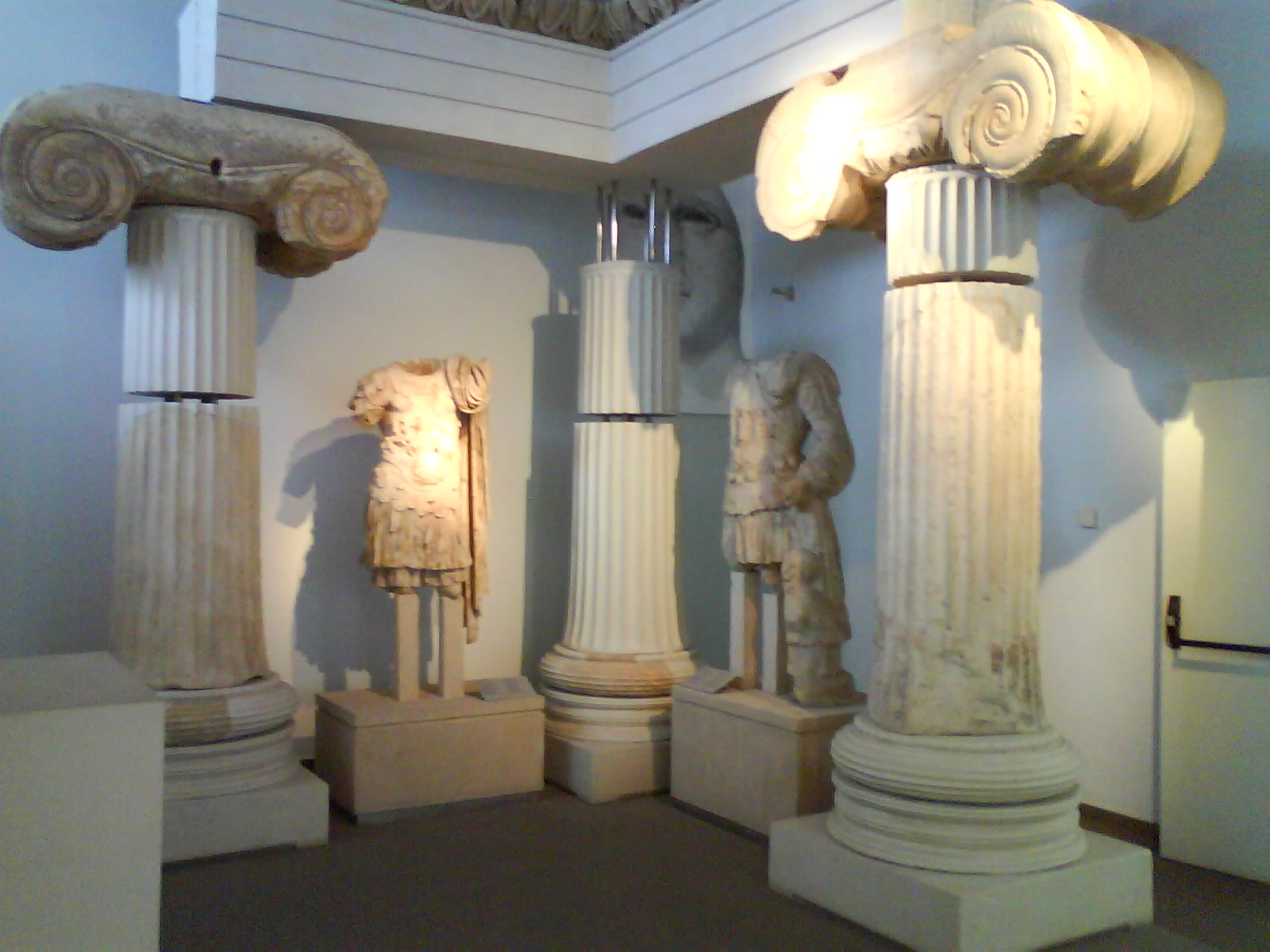
Éléments restaurés du temple d'Aphrodite à Thessalonique.
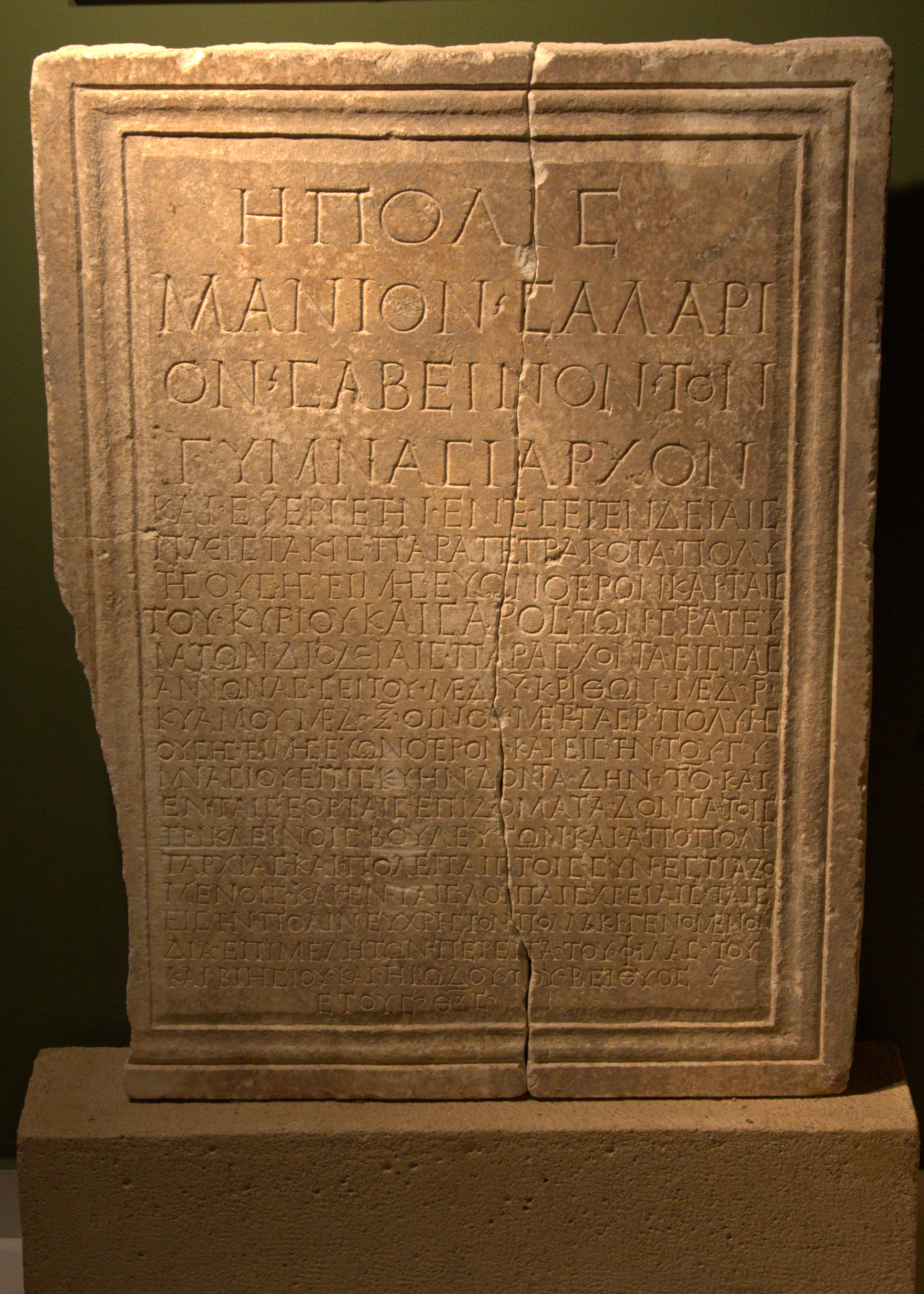
Plaque votive (Ier siècle)
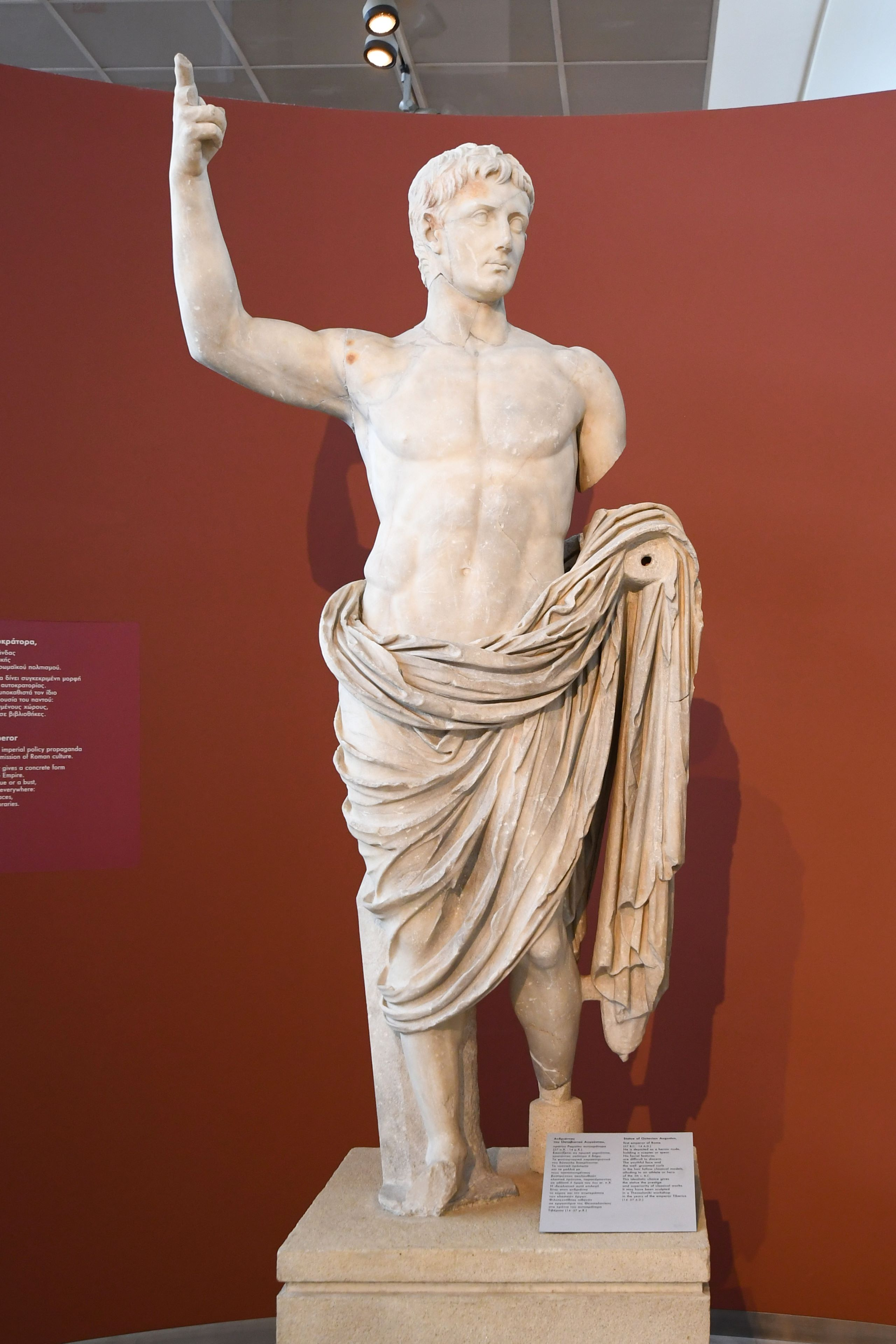
Statue en marbre d'Auguste (période romaine).
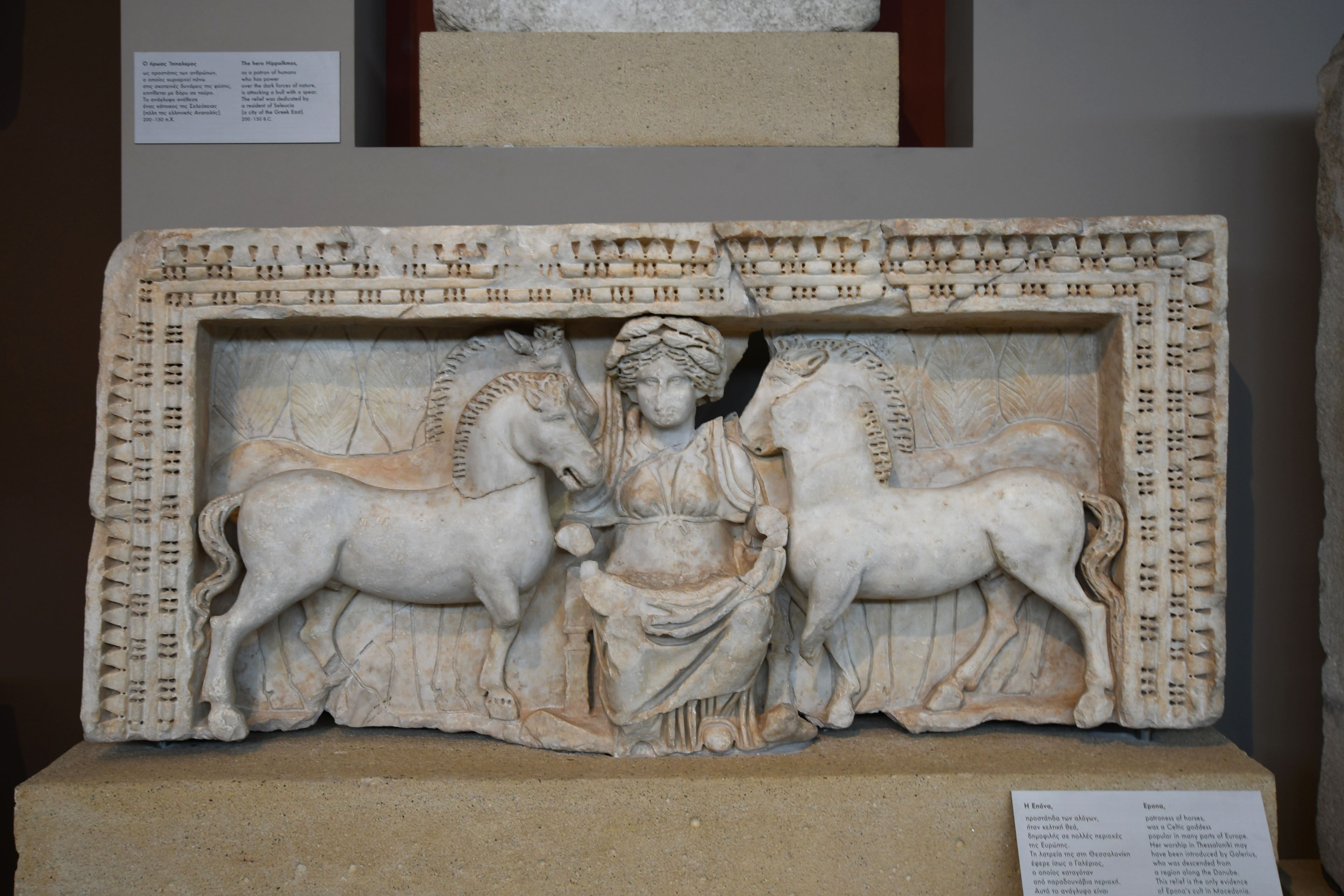
Epona, patronne des chevaux. Déesse celtique, peut-être introduite à Thessalonique par Galère.
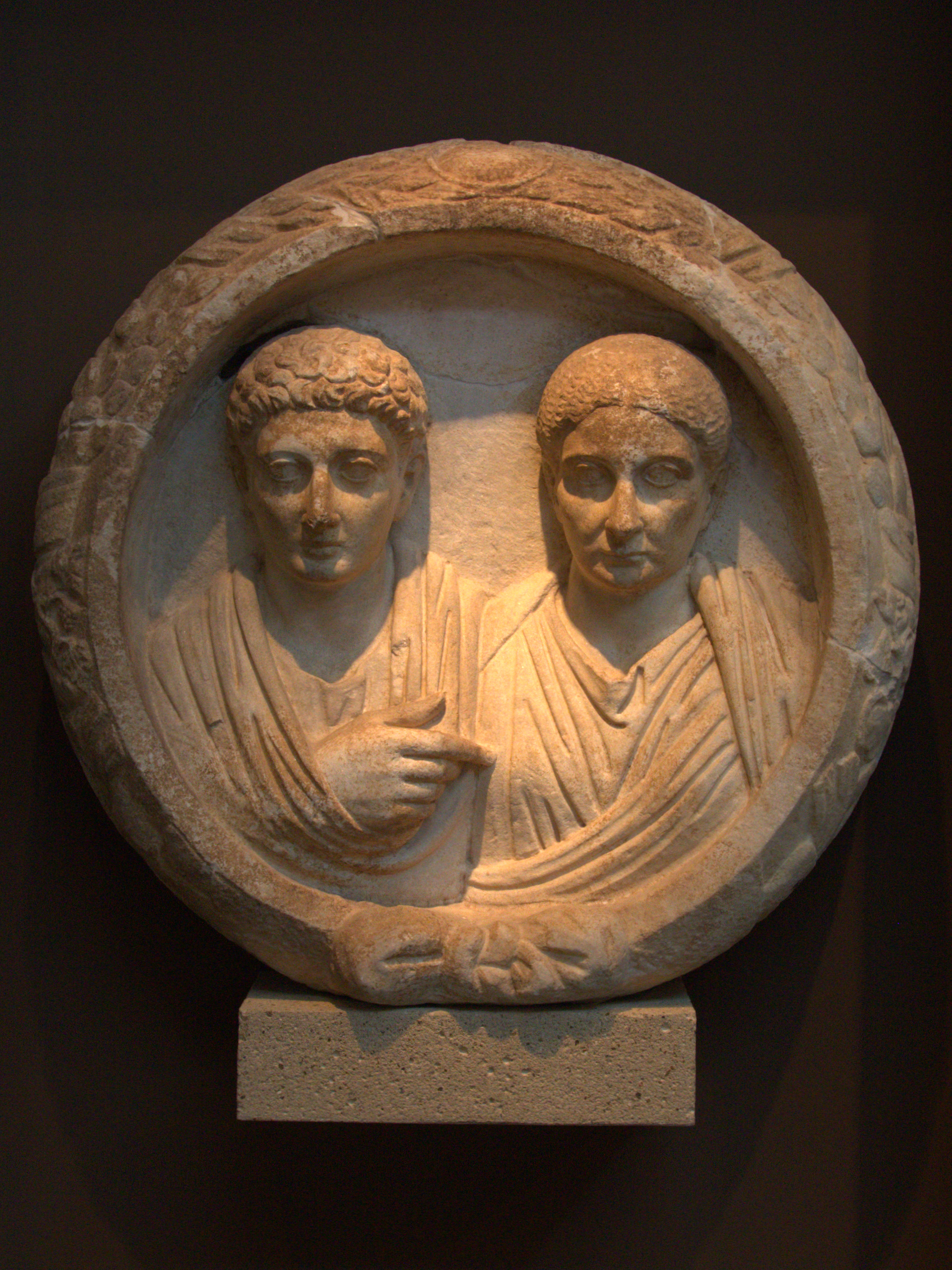
Relief funéraire représentant une famille (Ier siècle).
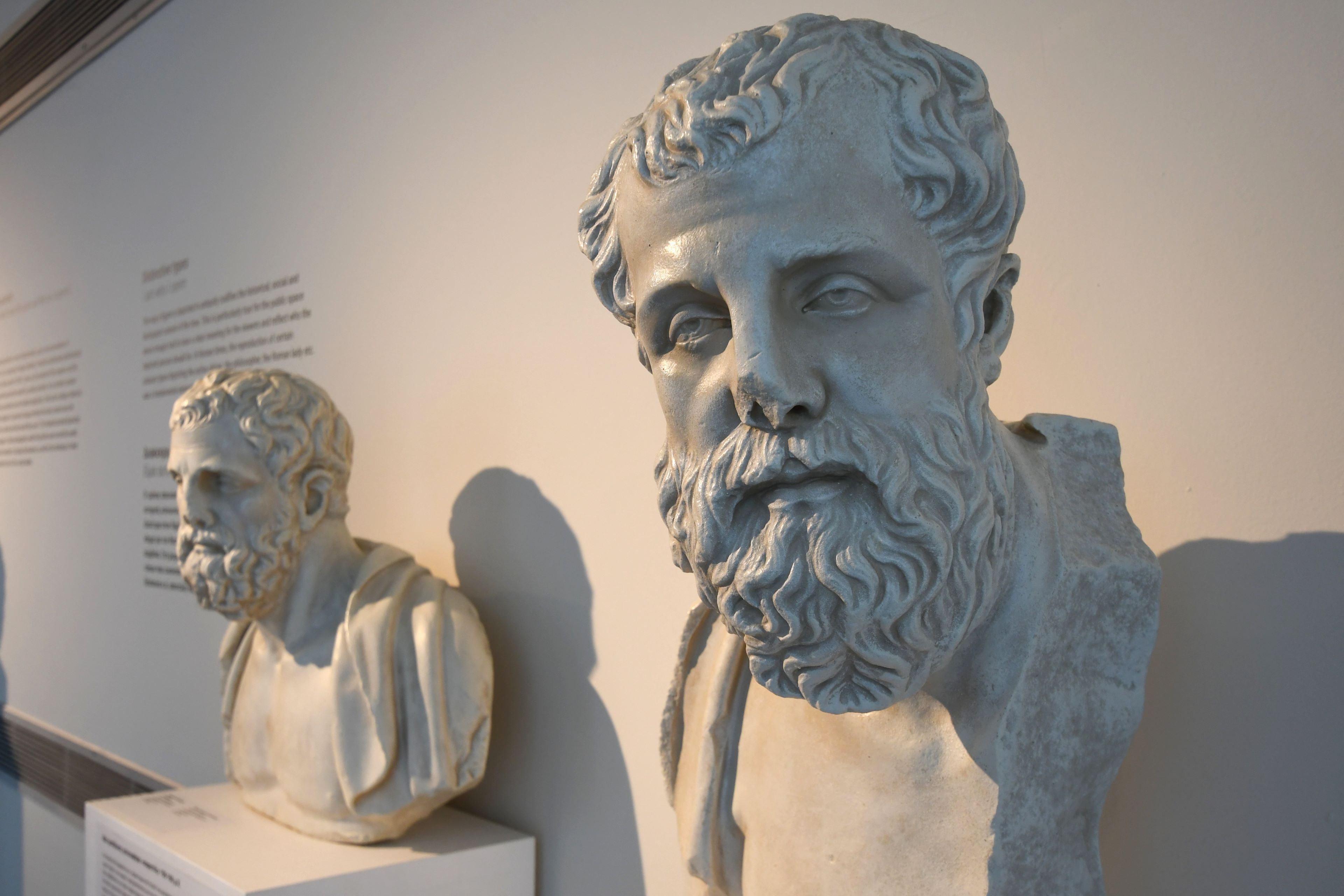
Philosophe (vers 150-160).
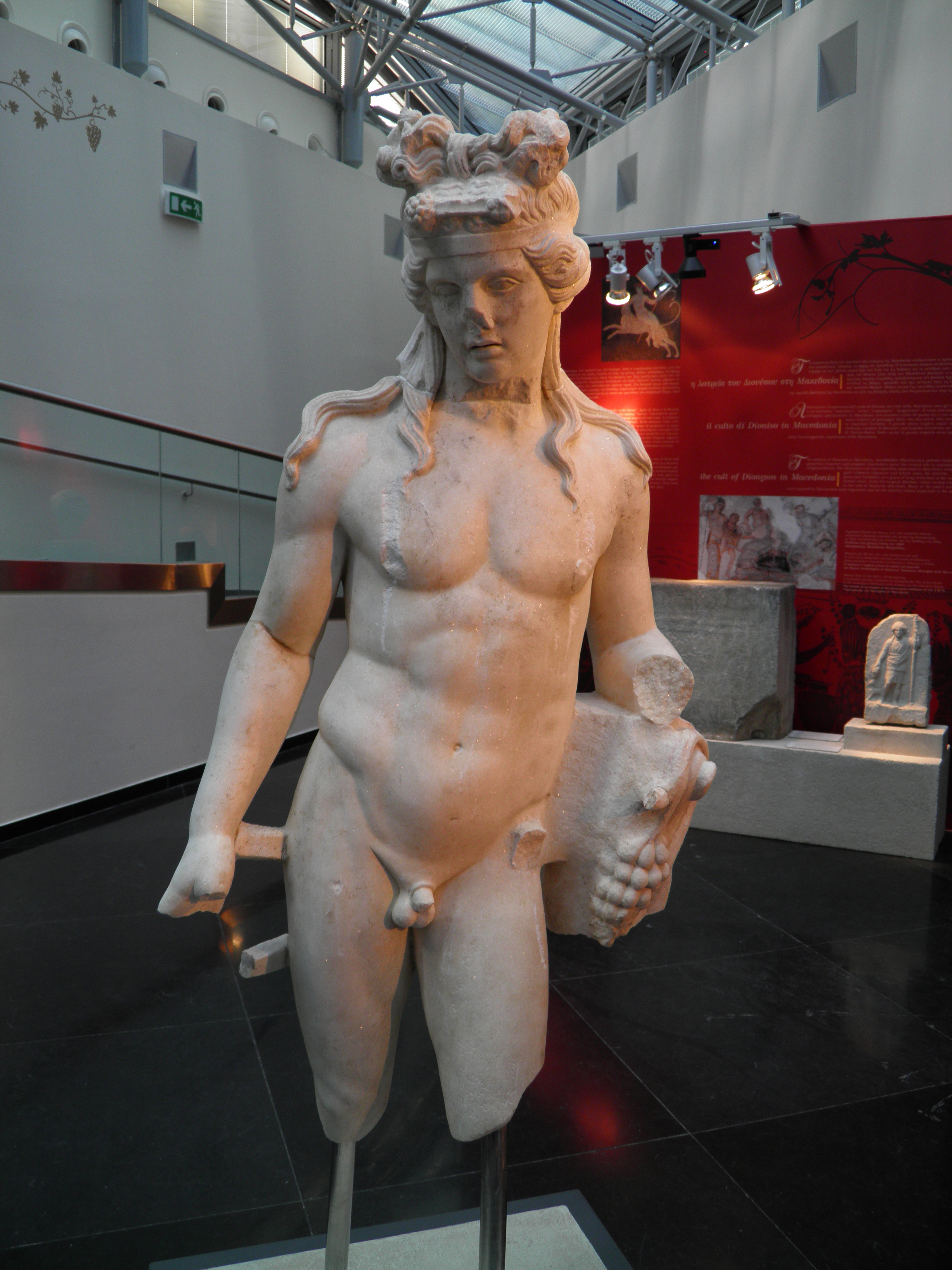
Statue en marbre de Dionysos (IIe siècle).
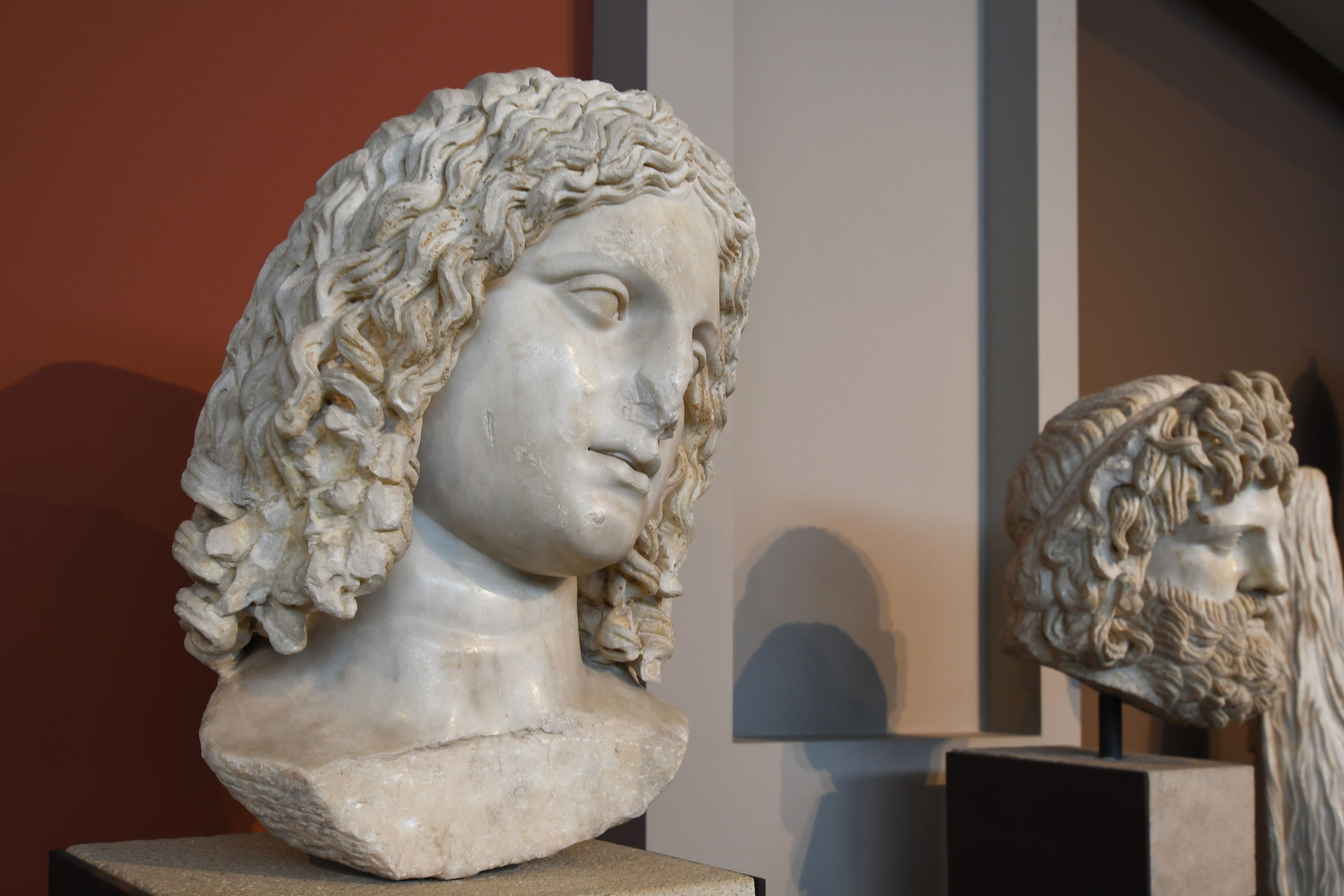
Portrait supposé d'Alexandre le Grand (vers 175-200 après J.-C.).
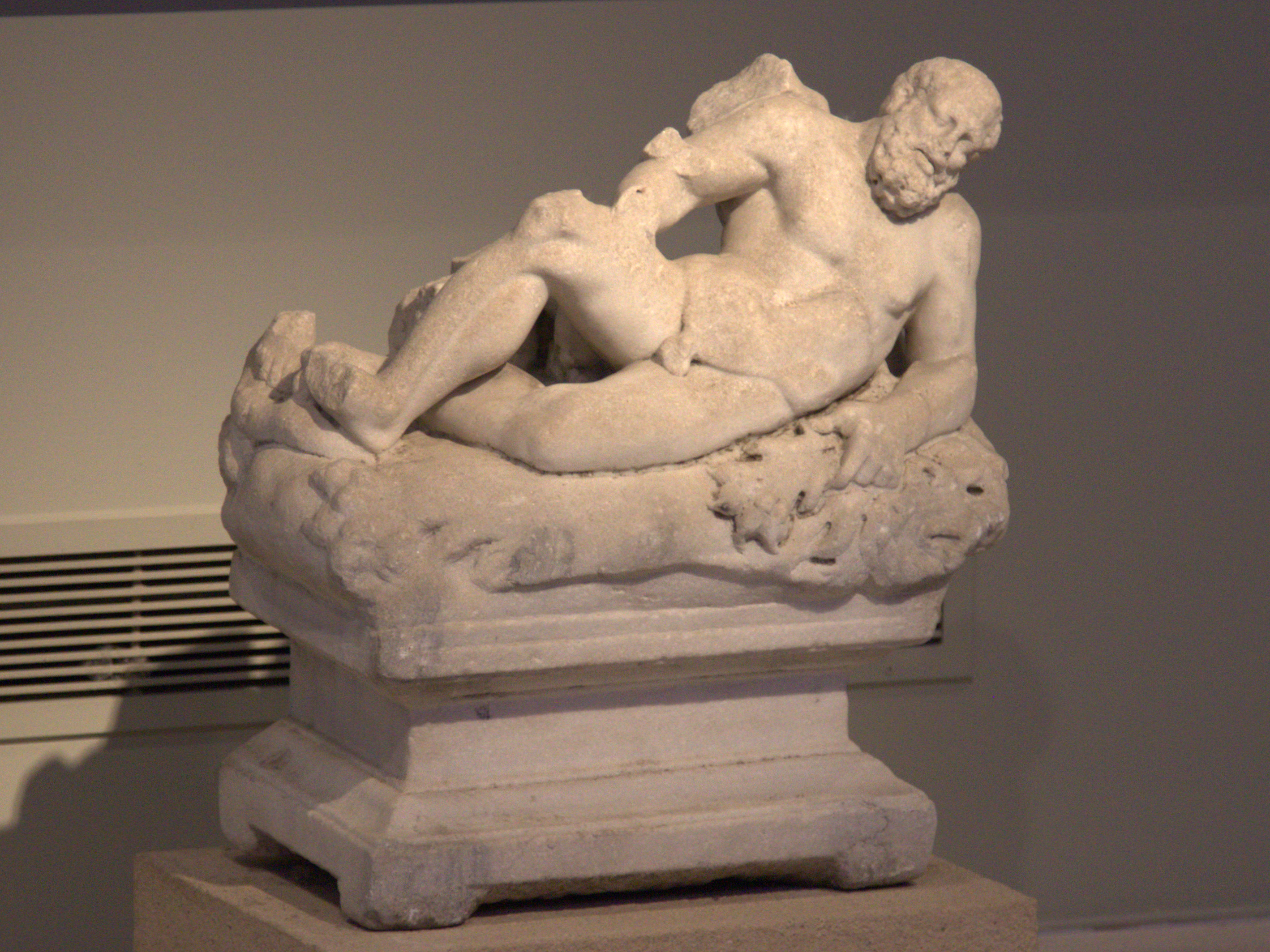
Composition dionysiaque (vers 200-250).
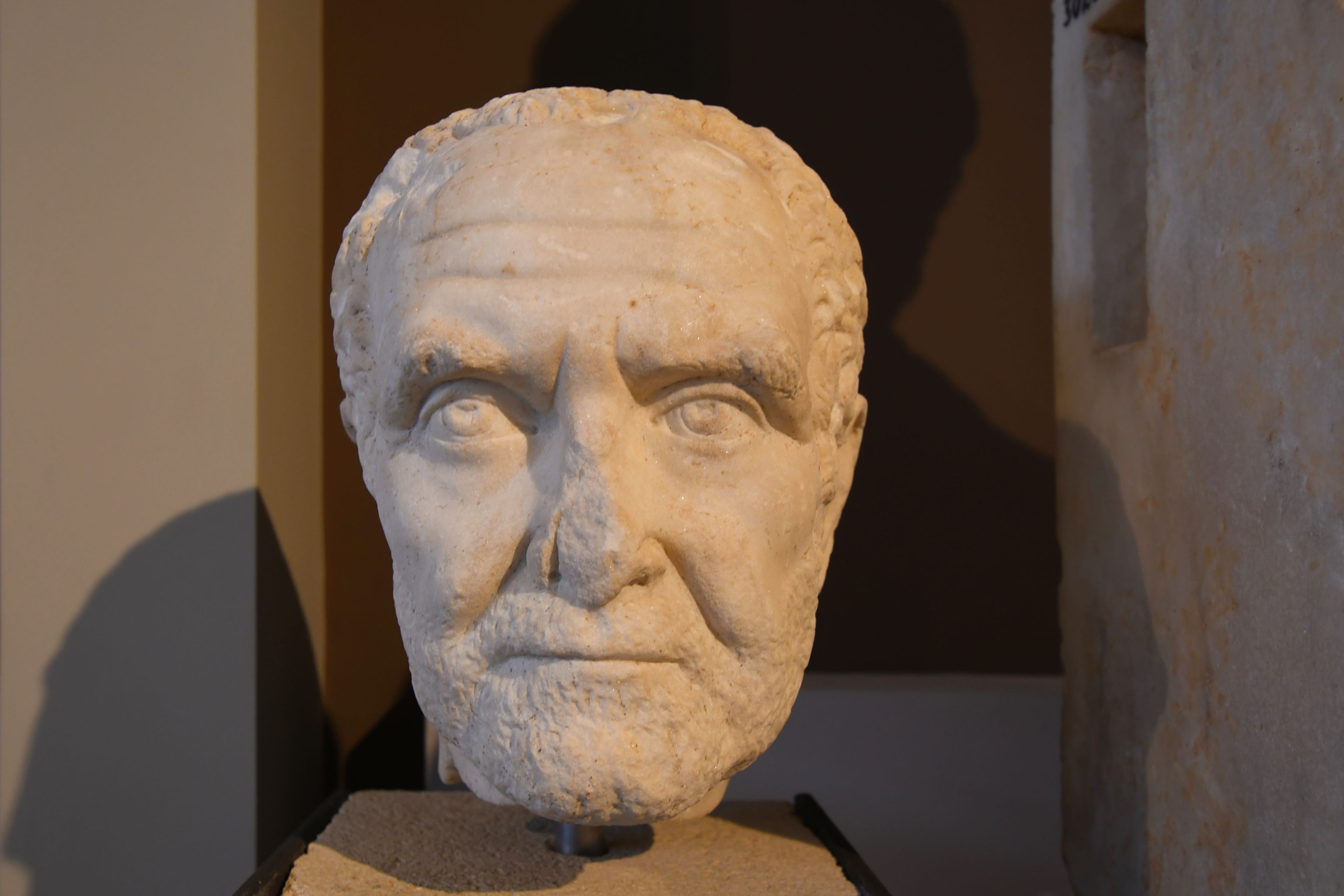
Tête d'un vieil homme (IIIe siècle).
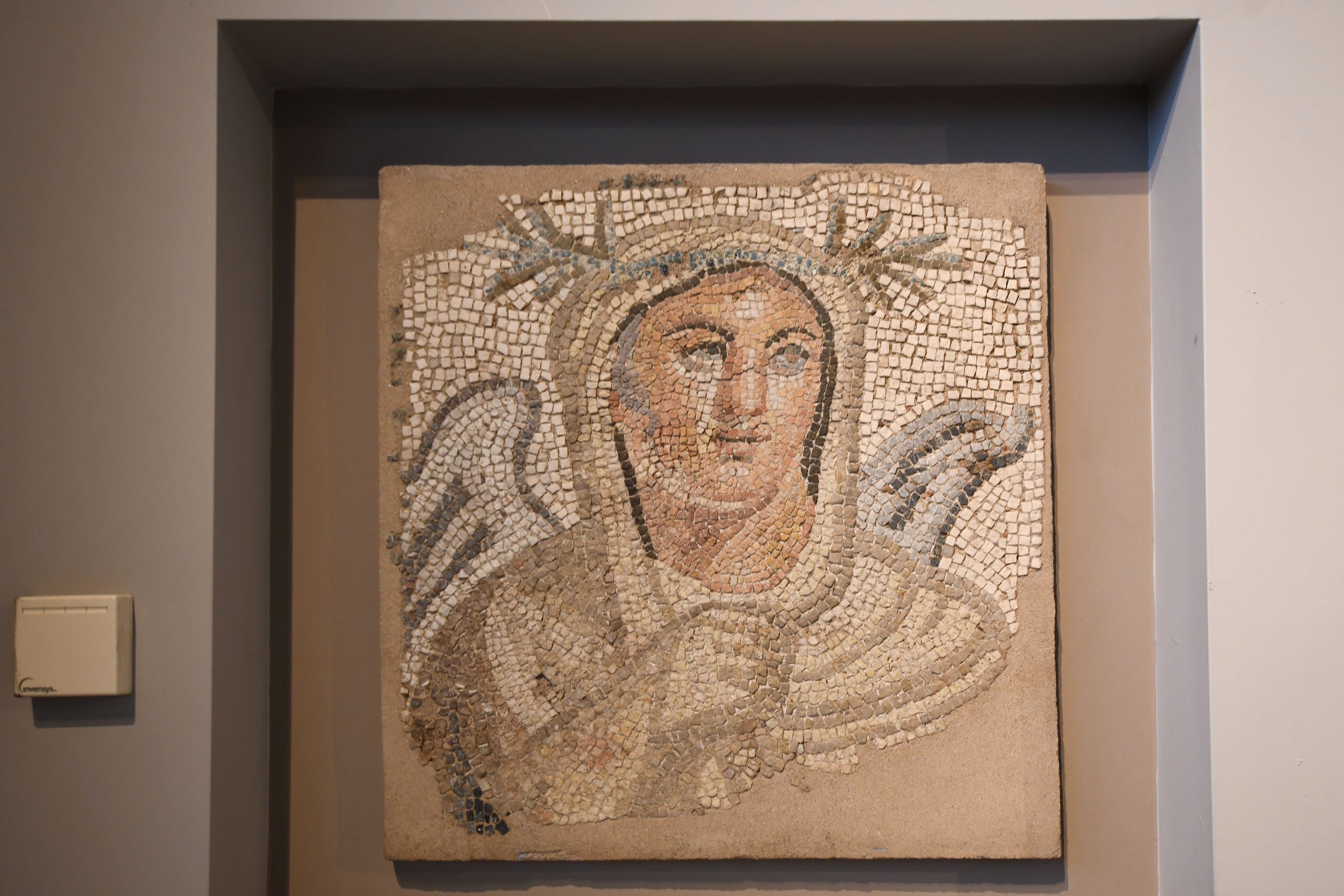
Mosaïque représentant l'hiver (IIIe siècle).

### « Champ foyer jardin sépulture »
Collections présentées à l'extérieur : des sarcophages, le « mur des morts », des autels et la présentation d'une villa gréco-romaine type.

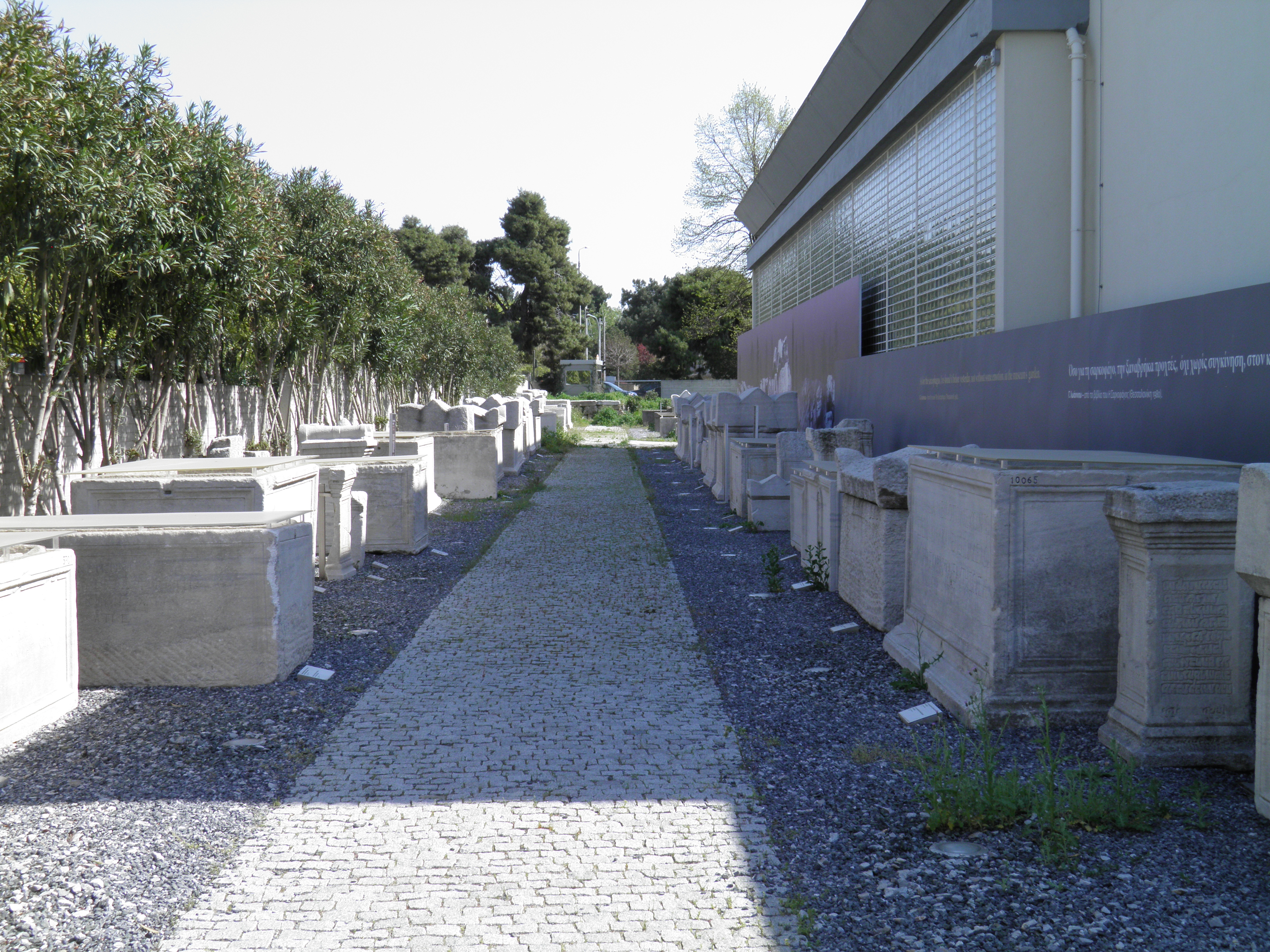
Présentation d'autels et tombeaux.
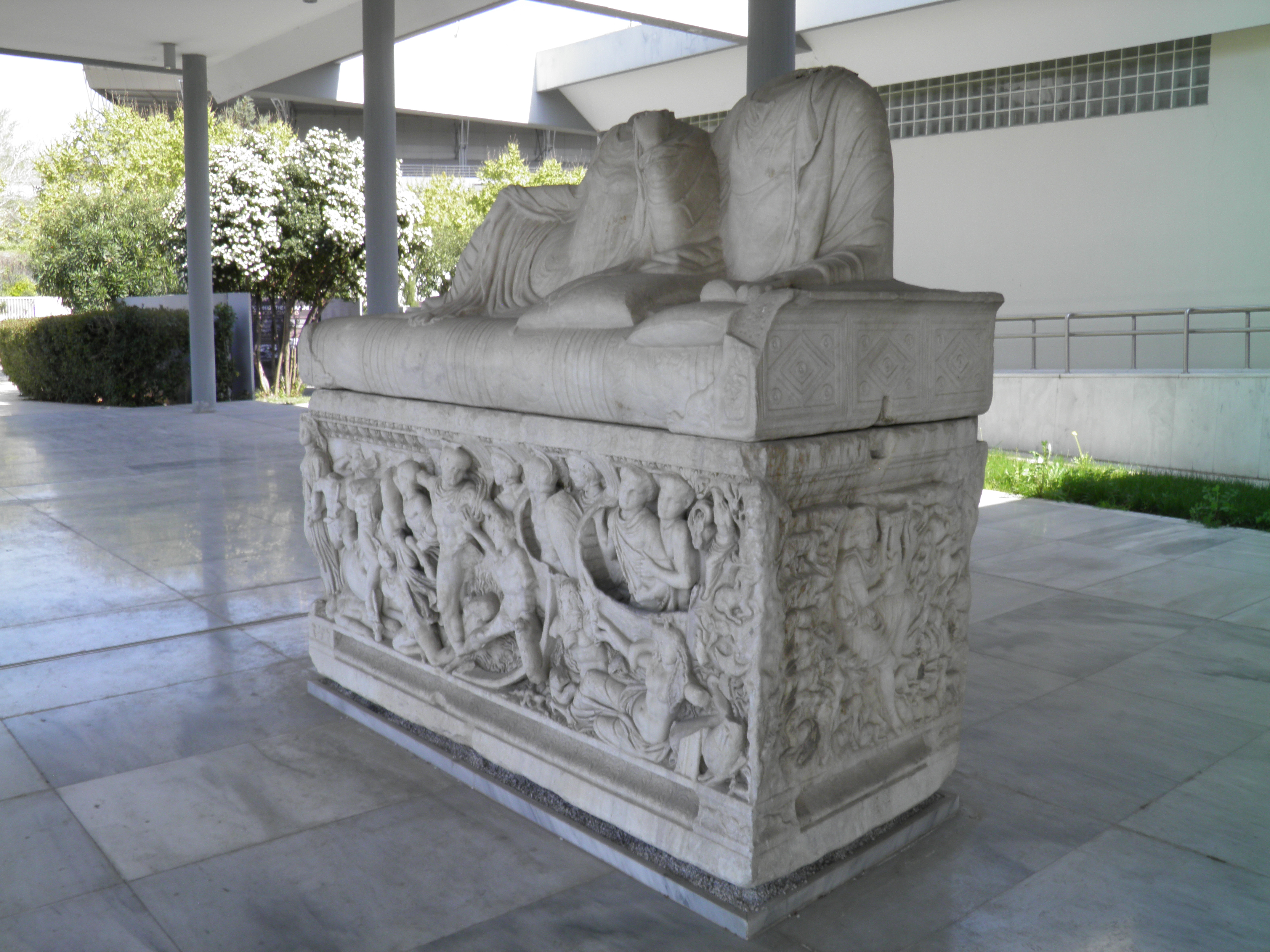
Sarcophage amazonomachie et chasse au sanglier.

### Filmographie
- Xavier Lefebvre, Trésors oubliés de la Méditerranée : le musée archéologique de Thessalonique, documentaire, 27', France, 2012.